# Destruição de Jerusalém

O cerco de Jerusalém em 70 d.C. foi o evento decisivo da Primeira Guerra Judaico-Romana (66–73 d.C.), uma importante rebelião contra o domínio romano na província da Judeia. Lideradas por Tito, as forças romanas sitiaram a cidade, que havia se tornado o reduto da resistência judaica. Após meses de conflito, os romanos romperam as defesas da cidade, culminando na destruição do Segundo Templo, no arrasamento da cidade e na matança em massa, escravização e deslocamento de seus habitantes. O cerco marcou o fim efetivo da revolta judaica e teve profundas implicações políticas, religiosas e culturais para o povo judeu, bem como consequências históricas mais amplas.
No inverno de 69/70 d.C., Tito liderou uma força de aproximadamente 50 000 soldados, incluindo quatro legiões e tropas auxiliares, na Judeia. Na primavera, esse exército circundou Jerusalém, cuja população havia aumentado com peregrinos da Páscoa (Pessach) e refugiados de toda a província. A cidade, já enfraquecida por lutas internas entre facções rivais lideradas por João de Giscala, Simão bar Giora e Eleazar ben Simão — que haviam assumido o controle após o colapso do governo rebelde moderado — foi isolada do suprimento de mantimentos, deixando seus habitantes à mercê da fome e de doenças. Apesar da forte resistência dos defensores, os romanos romperam as muralhas, forçando a concentração dos defensores no complexo do templo.
No mês de Av durante o verão, as forças romanas romperam o Monte do Templo e destruíram o Segundo Templo — um evento lembrado anualmente na tradição judaica no dia de jejum de Tisha B'Av. Os romanos acabaram por capturar toda a cidade, sufocando a resistência remanescente e infligindo um pesado tributo à população, com dezenas de milhares mortos, escravizados ou executados. A cidade foi destruída sistematicamente, restando apenas as três torres da cidadela herodiana como símbolo de sua antiga grandiosidade. Um ano depois, a vitória romana foi celebrada com um grande triunfo em Roma, durante o qual centenas de cativos foram exibidos ao lado dos despojos do templo, incluindo a menorá. Estruturas monumentais, como o Arco de Tito — que ainda permanece de pé na cidade — foram erguidas para comemorar a conquista.
A destruição de Jerusalém e do templo representou um grande marco na história judaica, trazendo consequências profundas que remodelaram a cultura, a religião e a identidade judaicas. Com a destruição do templo, o culto judaico se adaptou, dando origem ao Judaísmo rabínico, que enfatizou a oração, o estudo da Torá e os encontros em sinagoga em substituição aos rituais de sacrifício antes realizados no templo. A queda de Jerusalém também desempenhou um papel importante no desenvolvimento do Cristianismo primitivo, à medida que o movimento se distanciava cada vez mais de suas raízes judaicas. Após a guerra, a Legio X Fretensis estabeleceu um acampamento militar sobre as ruínas de Jerusalém. Algumas décadas depois, os romanos refundaram a cidade como a colônia de Aelia Capitolina, dedicando-a a Júpiter e extinguindo as esperanças judaicas de restauração do templo. Esse evento preparou o cenário para outra grande revolta judaica — a Revolta de Bar Kokhba.

## Antecedentes

### Jerusalém antes do cerco

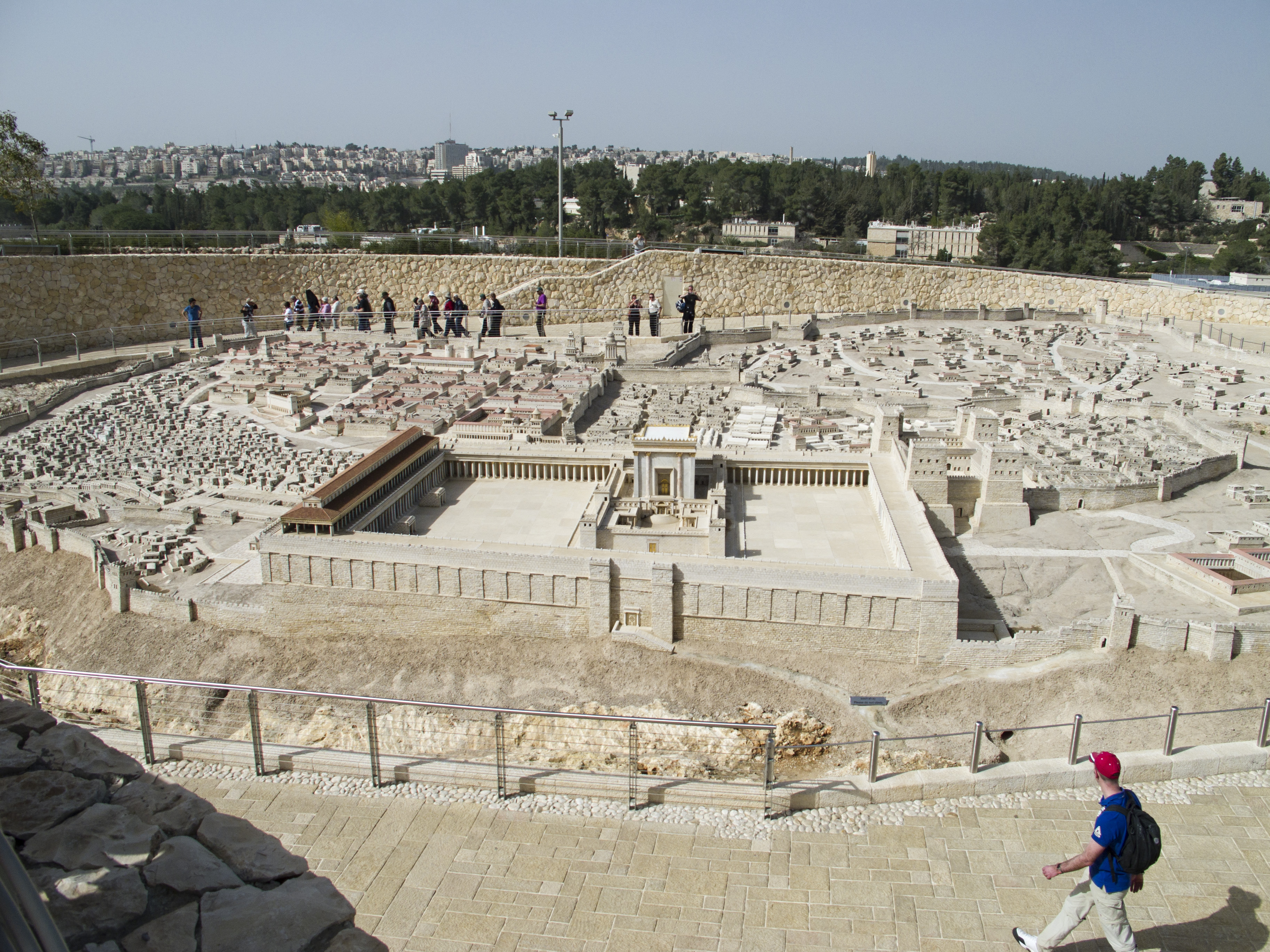
Uma reconstrução em escala de Jerusalém durante o primeiro século d.C., parte do Modelo Holyland de Jerusalém no Museu de Israel

Ao longo dos séculos anteriores ao cerco, Jerusalém serviu como o centro religioso e nacional do povo judeu, tanto para aqueles na Judeia quanto para a ampla Diáspora judaica. À época da revolta judaica, a cidade havia atingido seu auge em tamanho e população, tornando-se uma das maiores cidades do Oriente romano. Com cerca de 450 acre(s)s (1 800 dunams), quase o dobro do tamanho da atual Cidade Antiga, estima-se que Jerusalém abrigava dezenas de milhares de habitantes, com estimativas variando de 25 000 a mais de 150 000.
No centro de Jerusalém erguia-se o Segundo Templo, foco do culto e da identidade nacional judaica. Ele sucedera o Templo de Salomão, destruído pelos babilônios em 586/7 a.C., e foi reconstruído no final do século V a.C. durante o Retorno a Sião. No século I a.C., Herodes (r. 37–4 a.C.) expandiu e renovou o templo, transformando-o em um dos maiores santuários do mundo antigo.
Os escritos de historiadores greco-romanos atestam a importância e o esplendor de Jerusalém. O historiador grego do século II a.C. Políbio descreveu os judeus como uma nação que vivia em torno de um templo chamado Jerusalém, enquanto Tácito — historiador romano do século I d.C. — escreveu que “Jerusalém é a capital dos judeus. Nela havia um templo possuindo enormes riquezas.” Fontes judaicas também celebram a grandiosidade da cidade e de seu templo. Uma tradição rabínica diz: “Não há beleza como a beleza de Jerusalém,” enquanto outra declara: “Aquele que não viu Jerusalém em seu esplendor nunca viu uma cidade bela em toda a sua vida. Aquele que não viu o Templo em sua plena construção nunca viu um prédio glorioso em sua vida.” O escritor romano Plínio, o Velho descreveu Jerusalém, à época de sua destruição, como “de longe a mais famosa das cidades do Oriente.”
Durante as Três Festas de Peregrinação do judaísmo — Pessach, Sucot (Tabernáculos) e Shavuot (Semanas) — a população de Jerusalém crescia consideravelmente, pois dezenas de milhares de visitantes da Judeia e do exterior viajavam até a cidade para cumprir rituais religiosos no templo. Um imposto anual de meio shekel era recolhido de adultos judeus na Judeia e na diáspora para o templo. O constante fluxo de peregrinos contribuía para a prosperidade econômica e a proeminência da cidade.
Jerusalém dividia-se em vários distritos distintos, incluindo a “cidade baixa”, uma área densamente povoada; a “cidade alta”, um bairro rico habitado pela elite de Jerusalém, incluindo famílias sacerdotais; e o Monte do Templo, coração religioso e político da cidade. A localização estratégica de Jerusalém, ladeada pelo Vale do Cédron a leste e pelo Vale de Hinom ao sul, fornecia barreiras naturais que dificultavam ataques diretos. Complementando essas defesas naturais, havia uma série de muralhas fortificadas, construídas e ampliadas ao longo da história da cidade. A primeira muralha, erguida no século II a.C. pelos primeiros reis hasmoneus sobre as fundações de uma muralha anterior construída pelos reis do Judá, cercava tanto a cidade baixa quanto a alta, formando o núcleo de Jerusalém. À medida que a cidade crescia, foi erguida a segunda muralha mais ao norte, estendendo a proteção a bairros e distritos comerciais mais recentes. Nas décadas anteriores à revolta, a cidade expandiu-se ainda mais para o norte, motivando a construção de uma terceira muralha. Essa muralha, iniciada pelo rei Herodes Agripa (r. 41–44), pretendia cercar o novo subúrbio setentrional de Bezeta, mas suas obras foram interrompidas pelo imperador Cláudio por temor de uma revolta judaica ou devido à morte de Agripa. No entanto, após o início da revolta em 66 d.C., rebeldes judeus concluíram às pressas a terceira muralha para proteger a cidade contra o iminente ataque romano. Devido a sua construção apressada, a terceira muralha era mais fraca que as anteriores, deixando um ponto vulnerável que os romanos explorariam durante o cerco.
Além de suas muralhas, Jerusalém possuía várias estruturas fortificadas que desempenharam papéis cruciais em sua defesa. Herodes reforçou as fortificações da cidade com extensos complexos defensivos, muitos ainda intactos à época da revolta. No canto noroeste do Monte do Templo, ele construiu a Fortaleza Antônia, um reduto militar com vista para a área do templo, ponto estratégico fundamental. Na cidade alta, o Palácio de Herodes era outro complexo fortificado, cercado por muralhas e protegido por três torres: Fasael, Hipico e Mariamne. Localizado nessa área, o Palácio Hasmoneu também se destacava.
As defesas naturais de Jerusalém eram enfraquecidas por sua dependência de alimentos importados, pois a agricultura local não bastava para sustentar sua população; por isso, a cidade dependia de suprimentos vindos da Judeia, Samaria, Galileia e outras regiões. Durante a guerra, essa dependência aumentou devido à chegada de refugiados e insurgentes, tornando a cidade ainda mais vulnerável à fome. O abastecimento de água na cidade vinha de grandes piscinas que coletavam água da chuva e canais que a traziam de fontes como a Fonte de Giom, enquanto um sistema de aquedutos levava água adicional das proximidades de Belém.
Josefo registra vários presságios que teriam prenunciado a destruição de Jerusalém nos meses e anos que a antecederam, incluindo “uma estrela semelhante a uma espada, que pairou sobre a cidade, e um cometa, que durou um ano inteiro”, que estudiosos relacionam ao Cometa de Halley, possivelmente visível em Jerusalém durante o inverno e a primavera de 66 d.C.. Outros sinais relatados incluem uma luz brilhante em torno do altar do templo próximo ao Pessach, uma vaca que teria dado à luz um cordeiro e o portão oriental do santuário interno que se abriu sozinho. Ademais, Josefo descreve exércitos celestes aparecendo no céu antes do pôr do sol, e, durante o Shavuot, sacerdotes ouvindo um barulho, um estrondo e uma voz declarando no templo: “estamos partindo daqui.” Outro sinal funesto foi o anúncio de Jesus ben Ananias, um camponês que profetizou por sete anos e cinco meses acerca do desastre que recairia sobre a cidade, começando quatro anos antes do início da revolta.

### Início da revolta (66 d.C.)
Na primavera e no verão de 66 d.C., uma série de confrontos na Judeia culminou no início da Primeira Guerra Judaico-Romana. As tensões cresceram após um embate violento entre judeus e gregos em Cesareia, seguido pela chegada do procurador romano Gesio Floro em Jerusalém. Floro exigiu acesso aos fundos do templo, provocando revolta que resultou em dois massacres de moradores da cidade. Logo depois, Eleazar ben Hanania, o jovem capitão do templo, interrompeu os sacrifícios tradicionais oferecidos em nome do imperador romano, e rebeldes judeus incendiaram a casa do sumo sacerdote, os palácios de Agripa II e de Berenice, além dos arquivos públicos, que continham registros de dívidas. Os insurgentes então capturaram a Fortaleza Antônia, matando sua guarnição romana. Os apoiadores de Agripa buscaram refúgio no palácio de Herodes e mais tarde fizeram uma trégua com os rebeldes. A coorte romana estacionada nas torres adjacentes foi massacrada, apesar de ter recebido promessa de salvo-conduto; apenas seu comandante, que jurou converter-se ao judaísmo, foi poupado. A facção dos Sicários capturou e executou o sumo sacerdote e seu irmão, mas depois que seu líder foi morto, eles fugiram para Massada.
Em resposta à rebelião generalizada na Judeia, Céstio Galo (legado da Síria), liderou um exército de cerca de 30 000 soldados para reprimir o levante. Ao chegar a Jerusalém, estabeleceu um acampamento no Monte Scopus, ao norte da cidade, e lançou um ataque, incendiando o subúrbio setentrional de Bezeta. Entretanto, suas forças não conseguiram romper o Monte do Templo e foram repelidas. Por razões pouco claras, Céstio ordenou uma retirada, e seu exército foi emboscado por tropas judaicas no desfiladeiro de Bethoron, sofrendo pesadas perdas equivalentes a uma legião inteira.
Após a derrota de Galo, os judeus formaram um governo moderado em Jerusalém, que dividiu o país em distritos militares e nomeou comandantes para cada região. Também fortificaram as defesas de Jerusalém, concluindo a inacabada terceira muralha para proteger o lado norte da cidade. Ao mesmo tempo, e por vezes em oposição aos comandantes moderados, João de Giscala (Gush Halav) liderou uma facção rebelde na Galileia, enquanto Simão bar Giora, outro líder proeminente, comandava forças em outras partes da Judeia. Ambos se tornariam figuras-chave no cerco de Jerusalém. Enquanto isso, o imperador romano Nero encarregou Vespasiano, um general habilidoso, de suprimir a revolta na Judeia.

### Prelúdio do cerco (66–70 d.C.)
Em meados de 67 d.C., Vespasiano desembarcou em Acro-Ptolemaida e deu início à campanha para subjugar os rebeldes na Galileia. À medida que os romanos avançavam, Jerusalém recebia multidões de refugiados e rebeldes, incluindo João de Giscala e seus homens. Os Zelotes, aliados de João, derrubaram o governo moderado, executaram figuras proeminentes acusadas de simpatia para com Roma e tomaram o controle do templo. Quando Anano ben Anano organizou um ataque contra eles, os Zelotes buscaram ajuda dos Idumeus, que entraram em Jerusalém durante uma tempestade, massacraram líderes moderados, e solidificaram o controle zelote por meio de terror e perseguições.
Na primavera de 68 d.C., tendo assegurado o controle da Galileia, Vespasiano retomou sua campanha, buscando isolar Jerusalém ao submeter primeiro as regiões circunvizinhas. Ele adiou o cerco à cidade para permitir que as facções judaicas continuassem a se enfraquecer mutuamente, enquanto aguardava a colheita da primavera para garantir suprimentos. Contudo, o suicídio de Nero mergulhou Roma em turbulência, desencadeando o “Ano dos quatro imperadores” (68–69 d.C.), período no qual quatro governantes sucessivos disputaram o trono imperial. Enquanto o império permanecia em caos, Vespasiano completou a conquista da Judeia e da Idumeia, restando apenas Jerusalém e algumas fortalezas sob controle rebelde. Em 69 d.C., ele foi proclamado imperador no Oriente e partiu para Roma para consolidar seu governo. O comando da campanha ficou a cargo de seu filho, Tito, que assumiu a tarefa de reprimir a revolta.
Uma Jerusalém fortificada poderia ter resistido por um tempo considerável, não fosse a violenta guerra civil que eclodiu entre os rebeldes. Na primavera de 69 d.C., as tropas de Simão bar Giora acamparam fora de Jerusalém, atacando desertores, enquanto, internamente, os zelotes da Galileia aterrorizavam a população com assassinatos, estupros e saques. Em desespero, rivais de João permitiram a entrada de Simão, na esperança de que ele o derrotasse. Em vez disso, sua chegada intensificou o conflito, resultando em uma guerra interna de três frentes, na qual três facções rivais — lideradas por João de Giscala, Eleazar ben Simão e Simão bar Giora — controlavam diferentes partes da cidade. João de Giscala detinha a maior parte do Monte do Templo e parte da colina sudeste; Eleazar, com uma força menor, controlava o pátio interno do templo, fortificado por um muro em volta; já Simão bar Giora, com a maior tropa, dominava o restante da cidade. À medida que os combates internos se agravaram, depósitos de comida foram incendiados, destruindo provisões essenciais armazenadas para enfrentar o cerco romano.

## Preparativos para o cerco

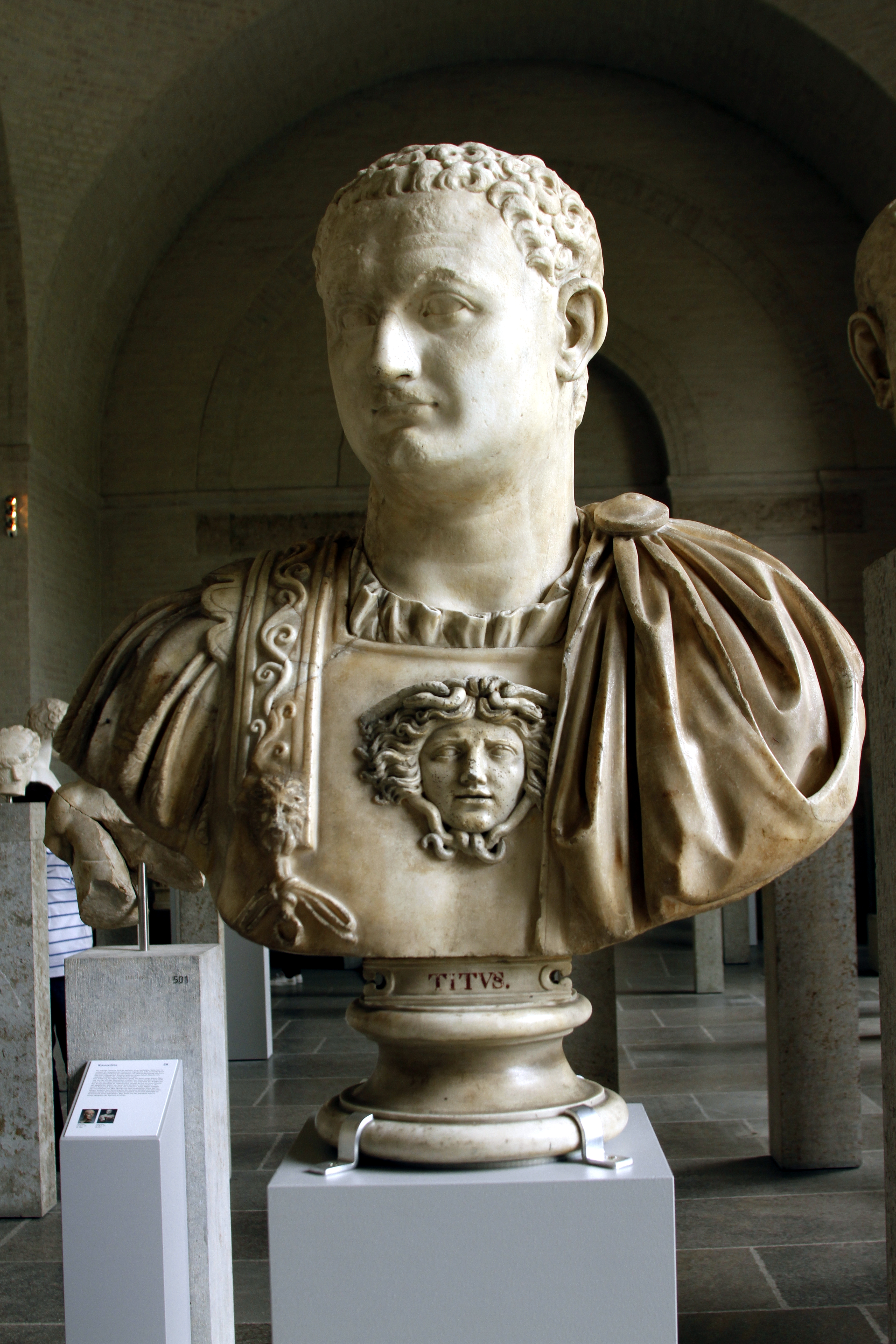
No inverno de 69/70, Tito, filho de Vespasiano, retornou à Judeia com um exército de quase 50.000 soldados

No inverno de 69/70, Tito chegou de Alexandria e estabeleceu Cesareia como sua base principal. Suas forças incluíam as legiões anteriormente comandadas por Vespasiano — V Macedonica, X Fretensis e XV Apollinaris — juntamente com a XII Fulminata, que havia sofrido derrota em 66 d.C.. Contava ainda com destacamentos das legiões III Cyrenaica e XXII Deiotariana vindas do Egito, vinte coortes de infantaria, oito alas de cavalaria, irregulares sírios e auxiliares de reis vassalos aliados. De acordo com Tácito, “uma forte força de árabes”, movida por inimizade antiga contra os judeus, também se uniu à campanha. Essa força combinada, estimada em pelo menos 48 200 soldados, era consideravelmente maior que a usada na invasão romana da Britânia em 43 d.C..
Enquanto isso, a luta interna prosseguia em Jerusalém. Segundo Josefo, a cidade estava mergulhada em uma guerra civil de três frentes, cada facção infligindo danos às demais. Tácito confirma essa narrativa, mencionando que a cidade estava dividida entre três generais e três exércitos. Inicialmente compartilhando o controle do Monte do Templo, Eleazar ben Simão rompeu com a facção de João de Giscala e se fortificou no pátio interno do templo, ficando com os estoques de ofertas comestíveis destinados ao templo. João o atacou por baixo, enquanto Simão bar Giora, que continuava a controlar a cidade alta e baixa, investiu contra as posições de João. Ambos os lados recorreram a artilharia, causando muitas mortes, inclusive de sacerdotes e fiéis.
No início de Nisan de 70 (março/abril), Tito partiu de Cesareia com a Legio XII Fulminata e a Legio XV Apollinaris, dirigindo-se a Jerusalém. Tibério Júlio Alexandre — um equestre de nascimento judaico que havia abandonado sua fé e tradições ancestrais — serviu como segundo em comando de Tito. O exército romano avançou pela Samaria, chegando a Gofna, cerca de 21 quilômetros (13 mi) ao norte de Jerusalém. A Legio V Macedonica, liderada por Sexto Vettuleno Cerial, marchou rumo a Jerusalém via Emaús, enquanto A. Larcius Lepidus Sulpicianus se aproximava pelo leste através de Jericó com a Legio X Fretensis. Após descansar em Gofna, a força de Tito acampou no “Vale dos Espinhos” próximo a Gibeá, a cerca de cinco quilômetros de Jerusalém. Seguindo a estratégia de cercos anteriores — como os de Senaqueribe, Nabucodonosor II, Pompeu e Herodes —, Tito mirou o lado norte-nordeste da cidade, região mais acessível por não contar com o mesmo desnível de ravinas presente em outros pontos.
Tácito afirma que o número de sitiados em Jerusalém não era menor que 600 000, com homens e mulheres de todas as idades engajados na resistência armada, e que todos que pudessem empunhar armas o faziam, ambos os sexos demonstrando igual determinação, preferindo a morte a uma vida de exílio. Josefo calcula o número de sitiados em quase 1 milhão, muitos peregrinos da diáspora judaica que, apesar da guerra, seguiram para Jerusalém para estar no templo durante o Pessach e acabaram presos no cerco. Embora rejeitando esses números por parecerem exagerados, Menahem Stern observa que a menção de Josefo a 23 400 homens armados em Jerusalém na véspera do cerco seria plausível. A cidade também abrigava refugiados de várias partes da província, incluindo Judeia, Galileia e Idumeia. As facções em disputa interromperam suas hostilidades e se uniram para defender a cidade apenas quando os romanos começaram a usar aríetes contra as muralhas.
Para avaliar as defesas ao norte de Jerusalém, Tito conduziu uma arriscada missão de reconhecimento com 600 cavaleiros, quase caindo em uma emboscada dos rebeldes ao ser separado de seu grupo principal. Logo depois, ele avançou para o Monte Scopus, a nordeste de Jerusalém, onde estabeleceu acampamentos para as Legiões XII, XV e V. A Legio X ergueu acampamento no Monte das Oliveiras, mas, enquanto construía seu arraial — com alguns soldados desarmados —, foi atacada por uma força conjunta das facções rivais. Os judeus desceram pelo Vale do Cédron, pegando os romanos completamente de surpresa. Somente a intervenção pessoal de Tito salvou a situação, e os romanos conseguiram repelir os atacantes. João e Simão acabaram se aliando, mas suas facções continuaram a manter estruturas de comando separadas. Os líderes rebeldes mantiveram a divisão anterior da cidade em zonas de controle distintas: João encarregou-se de defender o Monte do Templo, o Ofel e o Vale do Cédron, enquanto as forças de Simão protegiam as áreas residenciais da cidade.

## Batalha pelos muros externos de Jerusalém

Progresso do exército romano durante o cerco

No dia 14 de Nisan, com o início da semana de Pessach, os judeus interromperam seus ataques, e os romanos aproveitaram a trégua para aproximar suas forças de sítio das muralhas da cidade. Enquanto isso, na primeira noite da festividade, as tropas de João usaram a abertura dos portões do pátio interno do templo — que serviam aos fiéis chegando para a celebração — para penetrar no átrio interno e subjugar os zelotes, incorporando-os às suas fileiras. Alguns deles fugiram para esconderijos sob o Monte do Templo.
Os romanos iniciaram o ataque contra a recém-construída terceira muralha. Antes da investida, Tito ofereceu termos de rendição, mas foram recusados. As lutas internas se reacenderam brevemente, com João concentrando-se em defender o complexo do templo, enquanto Simão combatia em duas frentes, atrapalhando as construções romanas. As duas facções parecem ter chegado a uma trégua pouco tempo depois. Quando os romanos finalizaram suas obras de cerco, os judeus lançaram um ataque, inicialmente obtendo vantagem, mas foram dispersos pela cavalaria romana. Durante o confronto, o líder idumeu João ben Sosas foi morto, e ocorreu a primeira instância de crucificação.
Depois de quinze dias de tentativas frustradas dos judeus de incendiar as máquinas de cerco romanas, o aríete finalmente rompeu a terceira muralha, forçando a retirada dos defensores. Os romanos rapidamente se prepararam para o próximo ataque e, em apenas cinco dias, seu aríete rompeu a parte média da segunda muralha. Contudo, a brecha estreita deixou os soldados romanos que entraram na cidade presos em suas ruas sinuosas. Tirando proveito do conhecimento do terreno, os defensores judaicos causaram grandes perdas aos invasores. Forçados a recuar, os romanos voltaram quatro dias depois, abrindo uma brecha maior que permitiu a entrada de um contingente maior, levando à captura daquela área. Eles então destruíram o setor norte da cidade e descansaram por vários dias. Enquanto isso, aumentou o número de judeus que desertavam da cidade.

## Queda da Fortaleza Antônia
Tito construiu rampas de cerco na Fortaleza Antônia e nas torres da cidade alta, empregando também táticas de intimidação. Por quatro dias, ele exibiu o poderio militar romano em um desfile de cavalaria e infantaria em armaduras polidas, quando recebiam seu soldo. Também renovou propostas de paz por meio de Josefo, que se dirigiu ao povo em sua “língua ancestral”, provavelmente hebraico ou possivelmente aramaico. Josefo argumentou que os romanos respeitavam os lugares sagrados judaicos, enquanto os próprios judeus buscavam sua destruição. Instou-os a se arrepender, afirmando que Deus havia tomado partido dos romanos, o que explicaria seu sucesso. Ao ser ridicularizado e atacado, ele detalhou a história judaica, defendendo que só Deus poderia salvar os judeus, mas que seus pecados e conduta durante a guerra haviam retirado a proteção divina, resultando na perda do favor de Deus.
Dentro da cidade, a violência interna prosseguia: facções atacavam os que tentavam fugir e saqueavam casas de ricos em busca de comida, muitas vezes recorrendo à tortura. Enquanto isso, os romanos torturavam e crucificavam desertores à vista das muralhas, às vezes em posições variadas por diversão dos soldados — resultando em mais de 500 execuções diárias —, para intimidar os sitiados. Auxiliares sírios e árabes teriam dissecado refugiados à procura de bens engolidos.
Com o preço dos cereais disparando, as pessoas reviravam esgotos em busca de restos de comida, e muitos cadáveres eram despejados fora da cidade. Muitos morreram de fome, enquanto outros sucumbiram a doenças relacionadas. Josefo menciona crianças com abdômen inchado e desertores que pareciam sofrer de hidropisia. No Lamentações Rabá, Eleazar bar Zadok relata como, embora tenha vivido muitos anos após a destruição, seu pai jamais se recuperou completamente. No mesmo texto, menciona-se uma mulher cujo cabelo caiu devido à desnutrição. Depois de erguer quatro rampas de cerco contra Antônia, os romanos romperam e capturaram a fortaleza, voltando-se então para o próprio templo.
Dezessete dias após o início de Sivã, as operações romanas foram retomadas. João de Giscala contra-atacou escavando túneis sob as máquinas de cerco romanas em Antônia e queimando-as por dentro, fazendo-as desabar. Na parte ocidental da cidade, as forças de João também destruíram equipamentos romanos. Como reação, os romanos construíram novas máquinas e ergueram um muro de circunvalação em torno de Jerusalém, com cerca de oito quilômetros de extensão, em pedra, para bloquear suprimentos e rotas de fuga — obra concluída, segundo Josefo, em apenas três dias. Algumas pessoas tentaram escapar da cidade, seja pulando das muralhas ou fingindo lutar com pedras para poder se render aos romanos.
Dentro de Jerusalém, Simão bar Giora intensificou expurgos, executando membros da elite e depois aqueles que defendiam a rendição, mutilando seus corpos e lançando-os para fora dos muros. João e seus seguidores saquearam o templo, derretendo vasos sagrados, consumindo alimentos consagrados e distribuindo azeite e vinho sagrados aos seus partidários. A fome se agravou, matando muitos; Josefo relata a história de Maria, uma mulher de Pereia, que, após ser saqueada pelos rebeldes, assou e canibalizou seu filho. Quando os rebeldes chegaram, atraídos pelo cheiro de comida, ela lhes ofereceu o que restou, deixando-os horrorizados.

## Queda e destruição do templo

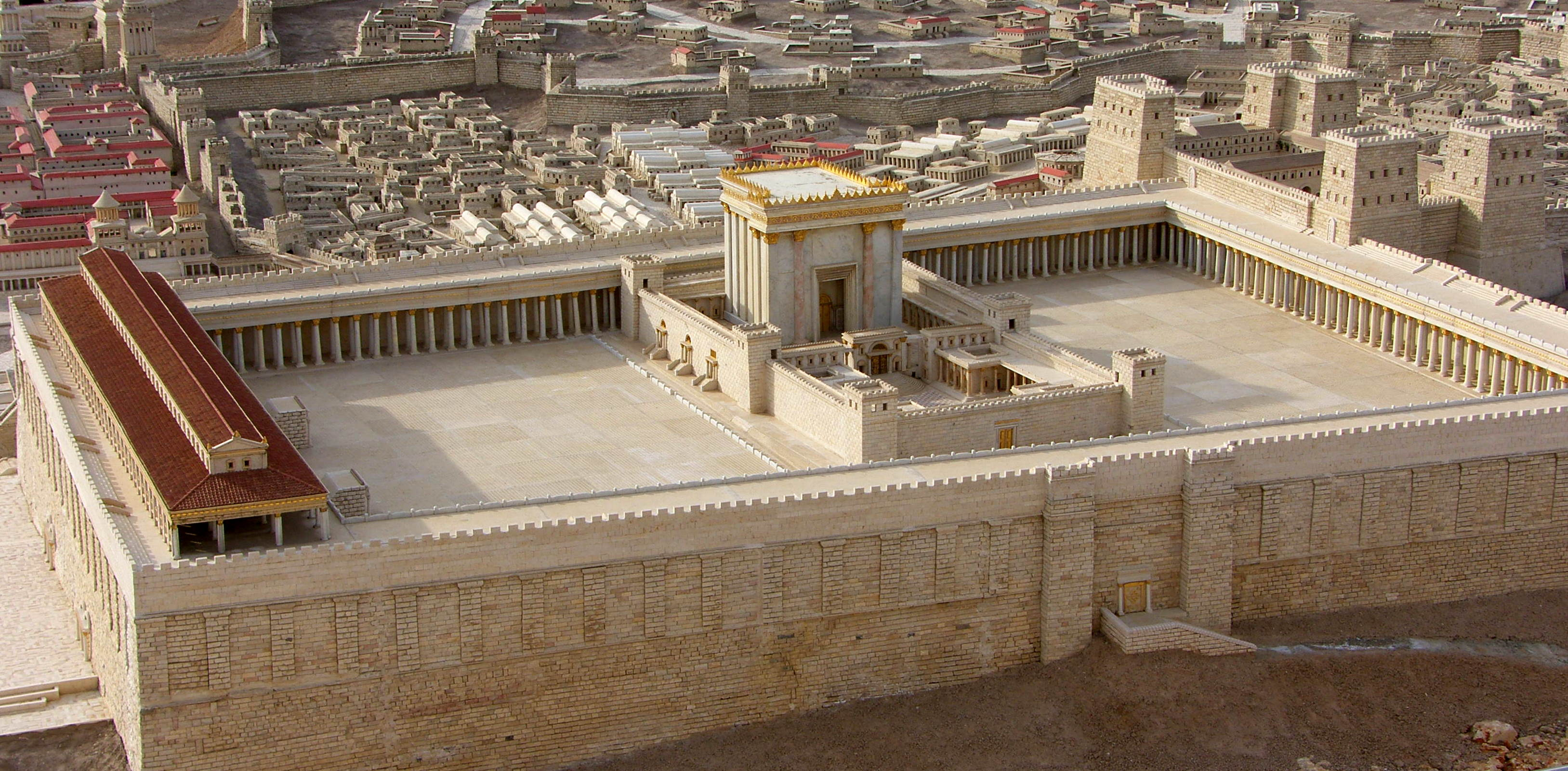
Uma reconstrução em escala do Monte do Templo no Modelo Holyland de Jerusalém, com o Segundo Templo no centro e a Fortaleza Antônia no canto superior direito. As estoa (pórticos) ligando a fortaleza ao templo são visíveis na parte superior e no lado direito da plataforma

A partir da Fortaleza Antônia conquistada, os romanos atacaram para romper o complexo do Monte do Templo. Embora inicialmente bem-sucedidos, eles acabaram repelidos pelos defensores após uma batalha de 12 horas. Em 17 de Tamuz, segundo Josefo, o sacrifício diário (tamid) teria cessado por falta de sacerdotes ou de cordeiros. Os defensores judeus se recolheram aos pátios do templo, enquanto Tito, sem êxito, renovou ofertas de paz por meio de Josefo. Alguns membros das classes sacerdotais e alta se renderam, sendo enviados por Tito à vila de Gofna ao norte de Jerusalém. Mais tarde, durante o cerco, eles foram chamados, junto a Josefo, a persuadir seus conterrâneos na cidade a se render; conforme Josefo, isso levou muitos a fugirem para o lado romano.
Os romanos ergueram quatro rampas para atacar as defesas do templo. Os defensores judeus incendiaram algumas estoa que ligavam o templo a Antônia, bloqueando a passagem dos romanos, enquanto estes queimaram outra estoa próxima. Após dias de tentativas frustradas de romper as pedras do templo com aríetes, os romanos atearam fogo aos seus portões e pórticos adjacentes. Os defensores recuaram ao pátio interno. De acordo com Josefo, nesse momento, Tito reuniu seus comandantes para decidir o destino do templo. No oitavo dia de Av, as forças romanas romperam o pátio externo do templo.
Segundo Josefo, em 10 de Av (final de agosto), um soldado romano lançou uma tocha em chamas dentro de uma câmara ao norte, incendiando todo o templo. Josefo alega que Tito tentou conter o fogo, mas seus soldados ignoraram ou desobedeceram a suas ordens; essa alegação, contudo, é contestada por fontes antigas e por muitos estudiosos modernos. Consequentemente, se a destruição foi deliberada ou acidental — e, em particular, o papel de Tito — permanece tema de debate.
Enquanto o templo ardia, instalou-se o caos em seus átrios. Josefo descreve que alguns sacerdotes, tomados pela dor e pelo desespero ao verem o templo em chamas, se atiraram ao fogo. Dio Cássio relata que, conforme o templo queimava e a derrota se tornava inevitável, muitos judeus optaram pelo suicídio, vendo nisso uma forma de vitória e salvação — morrer junto ao templo. Soldados romanos saquearam e mataram indiscriminadamente, sem distinguir entre os que pediam misericórdia e os que resistiam. Em certo momento, muitos judeus, incluindo mulheres e crianças pobres (aproximadamente 6 000, segundo Josefo), buscaram refúgio em um pórtico no pátio externo; os romanos incendiaram a estrutura, matando todos. Josefo atribui a tragédia a “falsos profetas” que incentivaram o povo a subir ao Monte do Templo, afirmando que ali encontrariam salvação. Em seguida, os romanos destruíram sistematicamente o restante do complexo do templo, demolindo os pórticos, tesouros e portões. Os soldados levaram seus estandartes militares ao pátio, onde ofereceram sacrifícios diante deles. Depois declararam Tito como imperator, saquearam os valores que restavam no templo antes de ele ser totalmente consumido e recolheram tantos despojos que o padrão-ouro na Síria teria desvalorizado pela metade.

### Saque dos tesouros do templo
Posteriormente, um sacerdote capturado e o tesoureiro do templo se renderam, entregando aos romanos vários tesouros do templo, como candelabros de ouro, mesas, vasos sagrados, vestes sacerdotais e especiarias. Os objetos foram exibidos depois em Roma durante a procissão triunfal no verão de 71, ao lado de centenas de prisioneiros judeus acorrentados.

### O debate sobre o relato de Josefo
A alegação de Josefo de que a destruição do templo resultou de um ato isolado de um soldado, sem ordem prévia, é recebida com ceticismo e gera debate acadêmico. Ele narra que, antes, ao consultar seus oficiais, Tito se opôs aos que defendiam a destruição do templo, argumentando que Roma deveria preservar tal estrutura magnífica como ornamento de seu império. Quando o fogo começou, Josefo relata que Tito, despertado de um cochilo, correu ao local e ordenou que fosse contido. Entretanto, em meio ao caos, seus soldados não ouviram ou ignoraram seu comando, com alguns até incentivando a propagação das chamas. Tito e seus oficiais teriam entrado no templo, testemunhando o heichal e o Santo dos Santos, ordenando mais uma vez o fim do incêndio; mas, dominados pela confusão, pelo ódio e pela ganância, os soldados continuaram o saque e incendiaram a construção.
Uma versão diferente vem do historiador cristão do século IV Sulpício Severo, da Gália, possivelmente baseado em Tácito, segundo o qual Tito teria deliberadamente ordenado a destruição do templo para erradicar as religiões tanto dos judeus quanto dos cristãos. Outras fontes, como Valério Flaco e o Talmude Babilônico, também indicam que Tito pode ter sido diretamente responsável.
Alguns estudiosos defendem o relato de Josefo, como Martin Goodman, que o considera plausível, sobretudo diante da dificuldade de conter um incêndio no calor do verão em Jerusalém. Contudo, a maioria dos especialistas modernos rejeita a versão de Josefo. Como, na Antiguidade, a destruição de templos era amplamente vista como sacrilégio, alguns argumentam que Josefo pode ter minimizado a responsabilidade de Tito para proteger sua reputação, além de a destruição do templo e de Jerusalém terem sido alvos preferenciais, pois eram o centro das revoltas judaicas.

## Conquista da cidade baixa e alta
Com a queda do complexo do templo, os romanos começaram a destruir Jerusalém sistematicamente. Tito recusou a proposta de Simão bar Giora e João de Giscala de deixarem a cidade rumo ao deserto; ao invés disso, ordenou a demolição de amplas áreas da cidade, incluindo a Acra, o Ofel, a sala do conselho do Sinédrio, e fogo se alastrou até os palácios construídos pela realeza de Adiabena. Em breve, toda a cidade baixa, estendendo-se até a Piscina de Siloé, foi incendiada.
A cidade alta de Jerusalém, um bairro rico e altamente fortificado, separado do templo por um vale profundo, foi o último setor a cair. Em 20 de Av, os romanos lançaram um ataque, erguendo rampas de cerco a noroeste e a nordeste. Nesse período, os idumeus tentaram se reconciliar com Tito, mas alguns foram executados ou capturados por Simão bar Giora. Em 18 dias, a rampa ficou pronta, forçando muitos judeus a se esconderem em passagens subterrâneas, enquanto soldados romanos massacravam civis nas ruas e casas indiscriminadamente. No início de setembro, a queda da cidade alta selou a conquista de Jerusalém.

## Destruição de Jerusalém

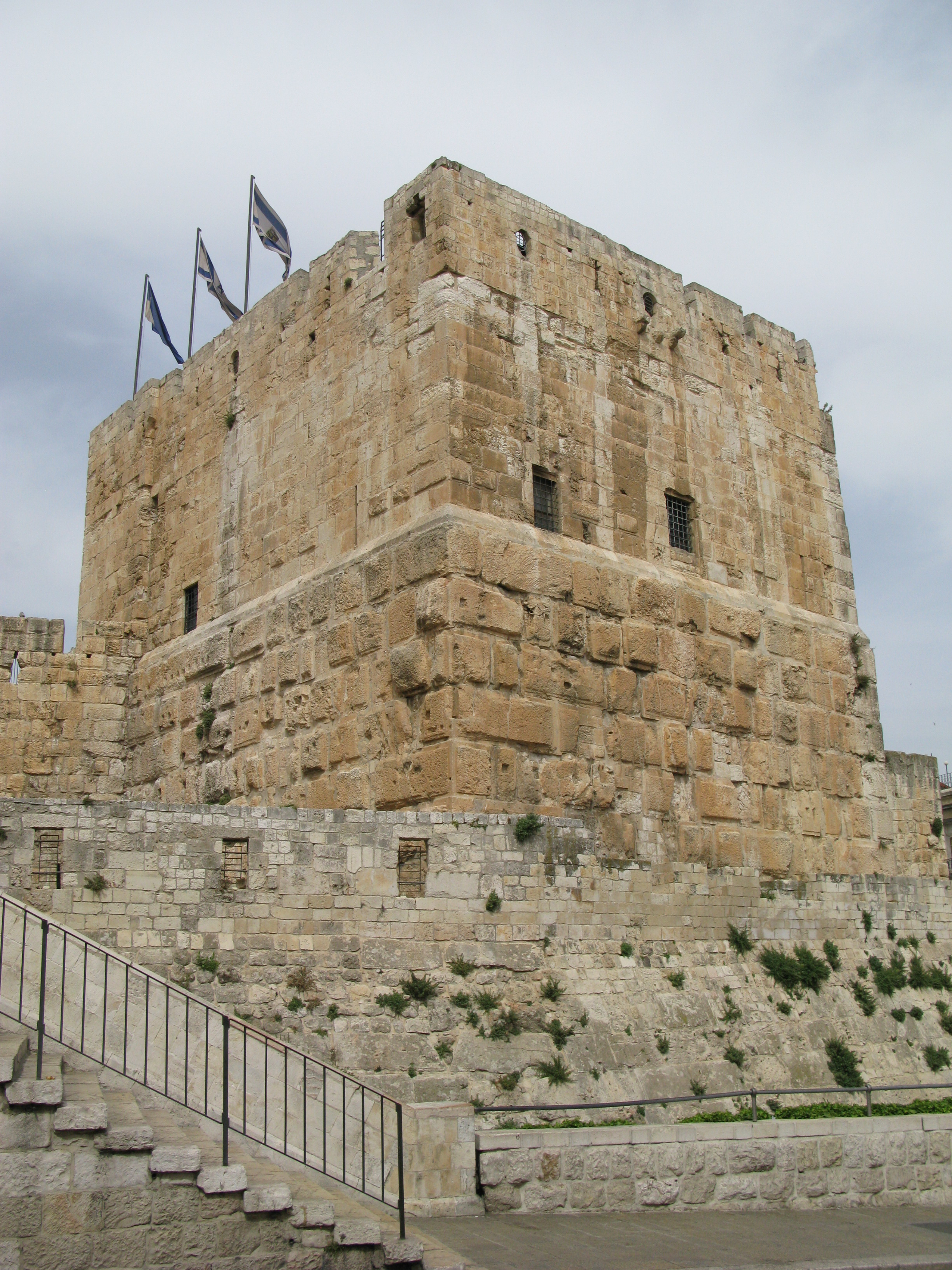
Com a queda da cidade, Tito ordenou sua completa destruição, poupando apenas parte de uma muralha e três torres para evidenciar sua antiga força — uma delas (foto) existe até hoje

Com a queda de Jerusalém, Tito ordenou a destruição completa da cidade, reduzindo-a a escombros. Somente as três torres imponentes do palácio de Herodes — Fasael, Hipico e Mariamne — foram poupadas, servindo como recordação das antigas defesas da cidade. Também parte do lado ocidental da primeira muralha foi mantida, protegendo a Décima Legião, agora ali estacionada. Josefo escreve:

Agora que o exército não tinha mais quem matar ou saquear, por não restar ninguém para ser alvo de sua fúria [...] [Tito] César ordenou que demolíssem a cidade inteira e o templo, mas que deixassem de pé o maior número possível de torres, ou seja, Fasaelo, Hipico e Mariamne, bem como parte da muralha que fechava a cidade pelo lado ocidental. Essa muralha foi poupada para abrigar a guarnição, e também para mostrar às gerações futuras quão forte era a cidade e como fora tomada pelo valor dos romanos. Mas todo o restante da muralha foi de tal modo arrasado até os alicerces, que nada restou para dar a quem chegasse a impressão de que a cidade havia sido habitada. Esse foi o fim ao qual Jerusalém chegou pela loucura dos que eram sedentos por inovações; uma cidade que, de outra forma, seria de grande magnificência e de imensa fama entre toda a humanidade.
O restante de Jerusalém, contudo, foi sistematicamente arrasado, apagando quase todos os vestígios de sua antiga grandiosidade. Segundo Josefo:

E, de fato, a visão era melancólica; pois aqueles lugares que eram adornados com árvores e belos jardins transformaram-se em deserto por toda parte, e suas árvores foram cortadas. Nenhum estrangeiro que tivesse conhecido a Judeia e os subúrbios mais belos da cidade e agora a visse assim desolada poderia evitar um pranto amargo diante de tamanha mudança. A guerra eliminou todos os sinais de beleza. E quem antes conhecera a região, ao vê-la tão subitamente agora, não a reconheceria; mesmo estando na própria cidade, perguntaria onde ela ficava.
O relato histórico é fortemente corroborado por evidências arqueológicas datadas de 70 d.C., com extensos vestígios de destruição por toda a cidade. Ronny Reich afirma que “Embora os vestígios relacionados à destruição do templo sejam escassos, aqueles referentes às muralhas do Monte do Templo e arredores, à cidade alta, à parte ocidental da cidade e ao Vale do Tiropeão são consideráveis. [...] Na maioria dos casos, o registro arqueológico coincide com a descrição histórica, apontando para a confiabilidade de Josefo.”

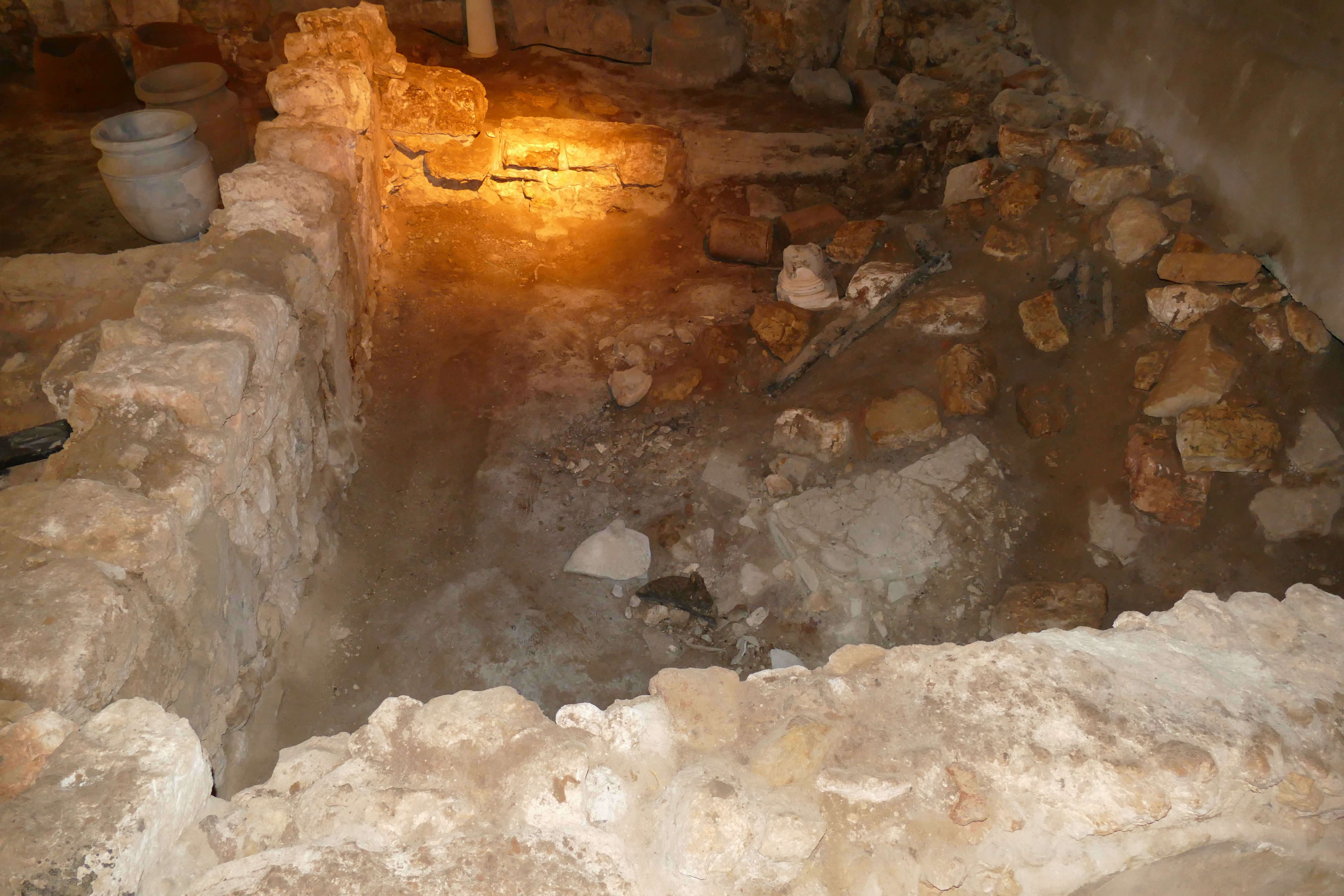
Camadas de cinzas e materiais de construção colapsados no porão de uma mansão sacerdotal, conhecida atualmente como a Casa Queimada

Na década de 1970 e 1980, a equipe liderada por Nachman Avigad descobriu indícios de um grande incêndio que afetou a cidade alta, com o fogo consumindo todo material orgânico. Em casas com forro de vigas entre os andares, o incêndio fez desmoronar o piso superior, junto com as fiadas superiores de pedra, soterrando tudo o que estava na casa. Há locais onde foram encontrados vestígios de queimadas somente em parte do imóvel, enquanto outros foram completamente queimados. Em algumas áreas detectou-se óxido de cálcio, resultado do prolongado calor do incêndio sobre o calcário. No Bairro Herodiano, um dos achados mais significativos é a Casa Queimada, onde foi exposta uma espessa camada de cinzas sobre seu porão, além de utensílios de cozinha, cerâmica e um peso com o nome da família sacerdotal Kathros, indicando que o local integrava a mansão da família. Dentro havia o esqueleto do braço de uma jovem que morreu durante o cerco.
Próximo à base das muralhas do Monte do Templo, foram achadas grandes pedras e entulhos derrubados pelos romanos ao demolirem o complexo. Na parte sul do Muro Ocidental, identificaram-se grandes blocos vindos do topo da plataforma, arremessados sobre a rua herodiana que corre ao longo do muro. Entre essas pedras está a inscrição “Lugar do Toque de Trombeta” em hebraico, que indicava o local onde um sacerdote tocava trombeta para marcar o começo e o fim do Shabat e que foi atirada pelos legionários romanos do seu ponto original.

### Cativos e execuções
Após a queda de Jerusalém, Tito ordenou a morte dos que ainda resistiam, enquanto muitos prisioneiros idosos e fracos foram mortos, contrariando suas ordens. Sobreviventes mais jovens foram confinados no Monte do Templo, onde seu destino foi determinado: rebeldes e bandidos eram executados, os mais fortes e belos foram selecionados para o triunfo de Tito em Roma, prisioneiros com mais de 17 anos foram enviados acorrentados para o Egito, muitos foram distribuídos pelo império para morrerem pela espada ou por feras selvagens, e aqueles com menos de 17 foram vendidos como escravos.
A fome ceifou muitas vidas no cativeiro; Josefo afirma ter salvo seu irmão e diversos amigos. Os romanos vasculharam passagens subterrâneas, matando sobreviventes e encontrando corpos de famintos ou vítimas de assassinato mútuo, além de saquearem. Eusébio mencionou que Vespasiano ordenou a eliminação de todos os membros da linhagem davídica, para impedir qualquer ressurgimento real judaico.
João de Giscala se rendeu e recebeu prisão perpétua. Simão bar Giora foi capturado após ele e seus companheiros, refugiados em passagens subterrâneas, ficarem sem mantimentos. Ele emergiu entre as ruínas do templo, trajando uma túnica branca e um manto púrpura. Terêncio Rufo o prendeu e enviou a Tito em Cesareia. Ambos seriam levados posteriormente a Roma para o triunfo.
Concluída a conquista, Tito fez um giro regional de vitória. Em Cesareia de Filipe, promoveu espetáculos com prisioneiros de guerra, executados por feras ou em combates de gladiadores. No aniversário de seu irmão, em Cesareia Marítima, cerca de 2.500 cativos judeus também foram mortos. Outros foram mortos nas celebrações pelo aniversário de Vespasiano em Beirute.

## Consequências

### Baixas
Josefo afirma que 1,1 milhão de pessoas, em sua maioria judeus, foram mortas durante o cerco — número que ele atribui à celebração do Pessach. Aponta ainda que a revolta não impediu os peregrinos de irem a Jerusalém, levando um grande contingente a ficar preso na cidade e morrer ali. Antes e durante o cerco, segundo o próprio Josefo, houve várias ondas de deserção da cidade.
Tácito escreveu:

O total de sitiados de todas as idades e ambos os sexos era de seiscentos mil; havia armas para todos que soubessem usá-las, e o número pronto para lutar era maior do que poderia se prever pelo total populacional. Homens e mulheres demonstraram igual determinação; e se fossem forçados a deixar sua pátria, temiam mais a vida do que a morte.
Os números de mortes em Josefo são amplamente questionados como exagerados por estudiosos modernos. Seth Schwartz estima que a população total da Palestina à época girava em torno de 1 milhão, sendo metade judaica, e ressalta que comunidades judaicas significativas permaneceram na região mesmo após a guerra, inclusive na própria Judeia, apesar de devastada. Já Guy Rogers sugere que um número mais realista de mortes durante o cerco ficaria na casa de dezenas de milhares, possivelmente entre 20 000 e 30 000.

### Escravização e deslocamento
É provável que muitos habitantes das áreas próximas também tenham sido expulsos ou escravizados. Josefo registra que, depois de os romanos matarem os armados e os mais velhos, 97 000 foram escravizados. O autor também relata que muitos foram vendidos como escravos e que, entre os habitantes de Jerusalém, 40 000 sobreviveram, e o imperador os deixou ir para onde desejassem.
Há registros de cativos de Jerusalém na Itália após a revolta. Uma lápide em Puteoli, perto de Nápoles, menciona uma mulher cativa de Jerusalém chamada Cláudia Aster, possivelmente derivado de Esther. O poeta romano Marcial também menciona um escravo judeu de sua posse, descrevendo-o como proveniente de “Jerusalém destruída pelo fogo”.

### Triunfo em Roma

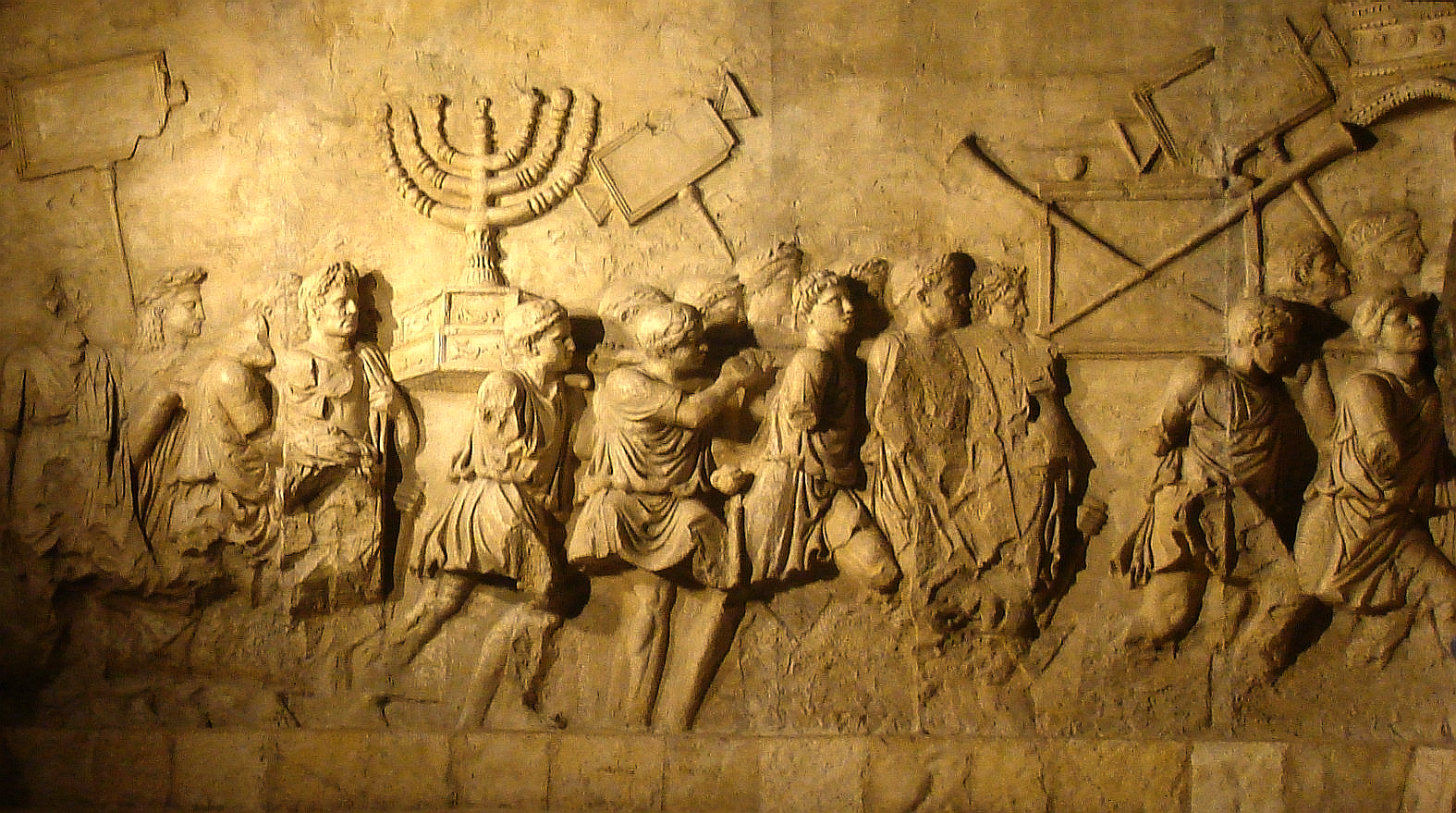
Em 71 d.C., realizou-se um triunfo em Roma para celebrar a vitória. Ele é lembrado no Arco de Tito, com relevos mostrando soldados romanos carregando despojos do templo, incluindo a menorá

No verão de 71 d.C., realizou-se em Roma um triunfo para celebrar a vitória. O evento foi singular na história romana, sendo o único triunfo dedicado à submissão de uma província já existente dentro do império. Também é o triunfo imperial mais detalhadamente documentado, descrito minuciosamente no relato de Josefo, no Livro VII da Guerra dos Judeus.  O espetáculo atraiu uma multidão enorme, estimada por alguns estudiosos em cerca de 300 000 ou mais.
Ao amanhecer, Vespasiano e Tito, coroados de louros e vestidos de púrpura, saíram do Templo de Ísis no Campo de Marte e seguiram para a Porticus Octaviae, onde foram recebidos por senadores, magistrados e membros da ordem equestre. Ali, um tribunal com cadeiras de marfim — tradicionalmente reservadas para magistrados e sacerdotes com imperium — aguardava para que Vespasiano e Tito se sentassem, sem armas e coroados de louros. Após as aclamações das tropas, Vespasiano pediu silêncio e ofereceu preces de agradecimento, seguido por Tito. Em seguida, liberaram as tropas para o desjejum e dirigiram-se à Porta Triunfal, onde realizaram sacrifícios, vestiram trajes triunfais e deram início à procissão.
A marcha exibiu uma variedade elaborada de obras de arte, incluindo tapeçarias, tapetes púrpura, gemas, estátuas de deuses e animais enfeitados. Andaimes multiestruturados ostentavam molduras de ouro, peças de marfim e panos retratando cenas da guerra. Vespasiano e Tito seguiam em carros triunfais, com Domiciano ao lado em outro carro. Em destaque, apareciam itens sagrados do templo, como a menorá, a mesa dos pães da proposição e rolos religiosos judaicos. Cerca de 700 prisioneiros judeus foram exibidos, conforme Josefo, “para mostrar sua própria destruição”. A cerimônia terminou com a execução de Simão bar Giora, açoitado e enforcado na Prisão Mamertina, em cumprimento ao costume romano.

### Supressão da resistência judaica remanescente
Mesmo após a queda de Jerusalém e a destruição da cidade e do templo, ainda restaram alguns redutos controlados por rebeldes, como Herodion, Maqueronte e Massada. Herodion e Maqueronte foram tomados pelos romanos nos dois anos seguintes, restando Massada como a fortaleza final. Em 73/74 d.C., os romanos abriram brecha e invadiram Massada, com Josefo relatando que quase todos os defensores judeus teriam cometido suicídio coletivo antes da entrada romana. Com a queda de Massada, a revolta foi definitivamente suprimida.

### Comemoração romana da vitória

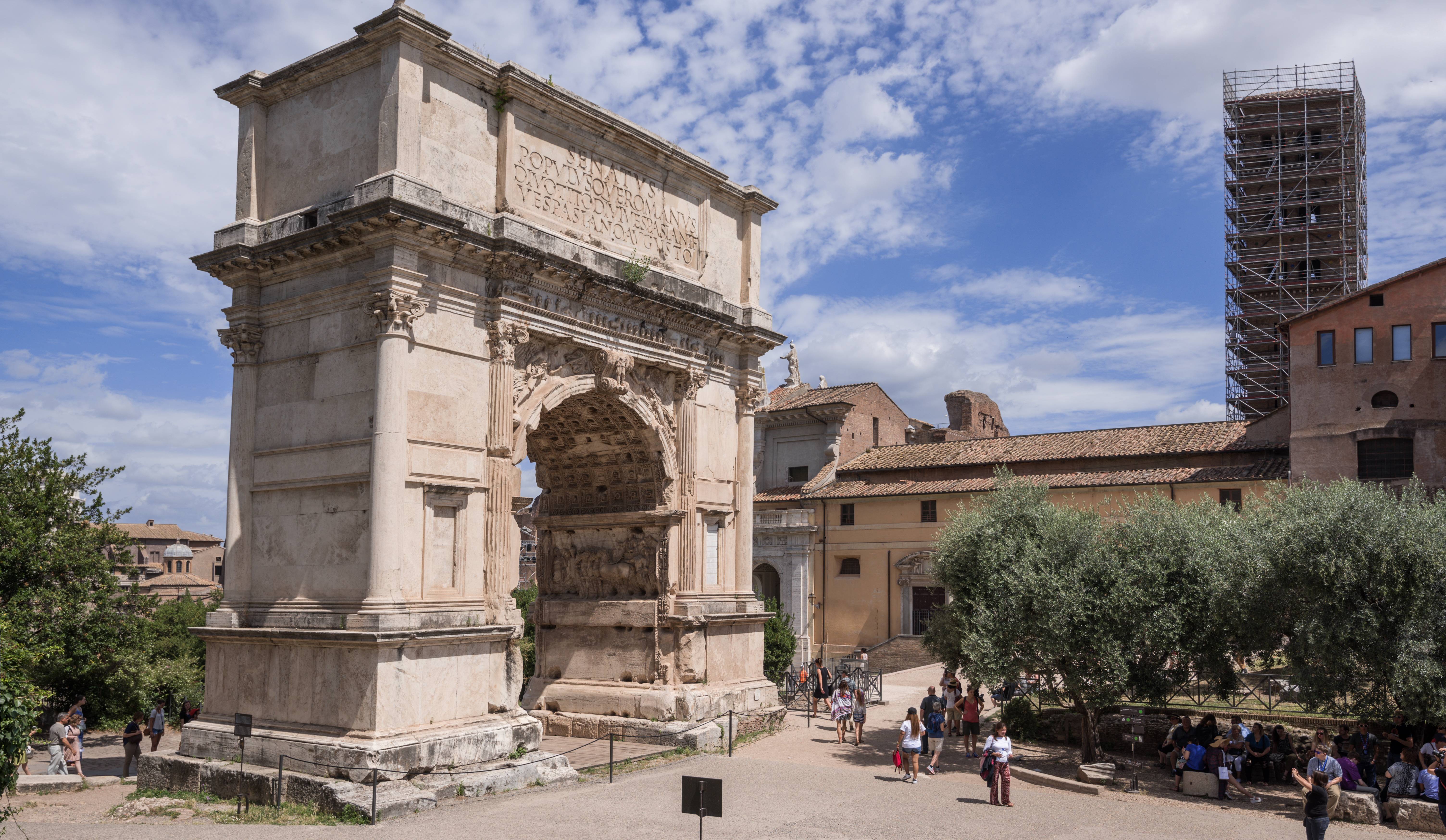
O Arco de Tito, construído por volta de 81 d.C. na Via Sacra, é uma das estruturas monumentais em Roma que celebram a conquista

Para comemorar a vitória, os imperadores flavianos encomendaram grandes projetos de construção em Roma. Em 75 d.C., cinco anos após a queda de Jerusalém, foi concluído o Templo da Paz — também conhecido como Fórum de Vespasiano. Dedicado à deusa Pax, abrigava a menorá e a mesa dos pães do templo, tomadas como espólio.
As construções monumentais alusivas à vitória prosseguiram sob Domiciano (r. 81–96 d.C.), período em que dois arcos do triunfo foram erguidos para exaltar o triunfo e glorificar sua dinastia. O que permanece em pé até hoje é o Arco de Tito no Fórum Romano, erguido pouco depois da morte de Tito, em 81 d.C., ao longo da Via Sacra, principal via da cidade. De acordo com sua inscrição, foi dedicado pelo Senado e pelo Povo de Roma a Tito deificado e seu pai, Vespasiano deificado. Seus relevos retratam soldados romanos carregando os objetos sagrados do templo de Jerusalém, como a menorá de sete braços, a mesa dos pães e duas trombetas de prata, durante a procissão triunfal. No relevo oposto, Tito aparece em uma quadriga, coroado com louros pela deusa da vitória, Vitória, enquanto Virtus, a personificação da força militar, guia o carro. A menorá reproduzida no arco foi posteriormente escolhida como o emblema oficial do moderno Estado de Israel.
Um segundo arco do triunfo foi construído em 80/81 d.C., na extremidade sudeste do Circo Máximo, em Roma. Segundo a inscrição, esse arco ignorava conquistas anteriores de Jerusalém, proclamando que Tito “subjugou o povo judeu e destruiu a cidade de Jerusalém, façanha outrora em vão buscada por todos os generais, reis e povos, ou jamais tentada”. O Coliseu (Anfiteatro Flaviano), construído em Roma entre 70 e 82 d.C., acredita-se ter sido financiado em parte pelos espólios da Guerra Judaica.
Os flavianos emitiram moedas conhecidas como Judaea Capta (“A Judeia foi conquistada”), comemorando a vitória em todo o Império Romano. Essas moedas serviam de importante ferramenta de propaganda imperial, cunhadas por dez a doze anos. Em seu anverso, traziam retratos de Vespasiano ou, mais frequentemente, de Tito, enquanto o reverso exibia símbolos alegóricos centrados numa figura feminina sentada sob uma palmeira, representando a Judeia conquistada. Em algumas variantes, a figura feminina aparece acorrentada ou ajoelhada diante da deusa da vitória Niké (Vitória).

### Legio X Fretensis guarnece as ruínas de Jerusalém

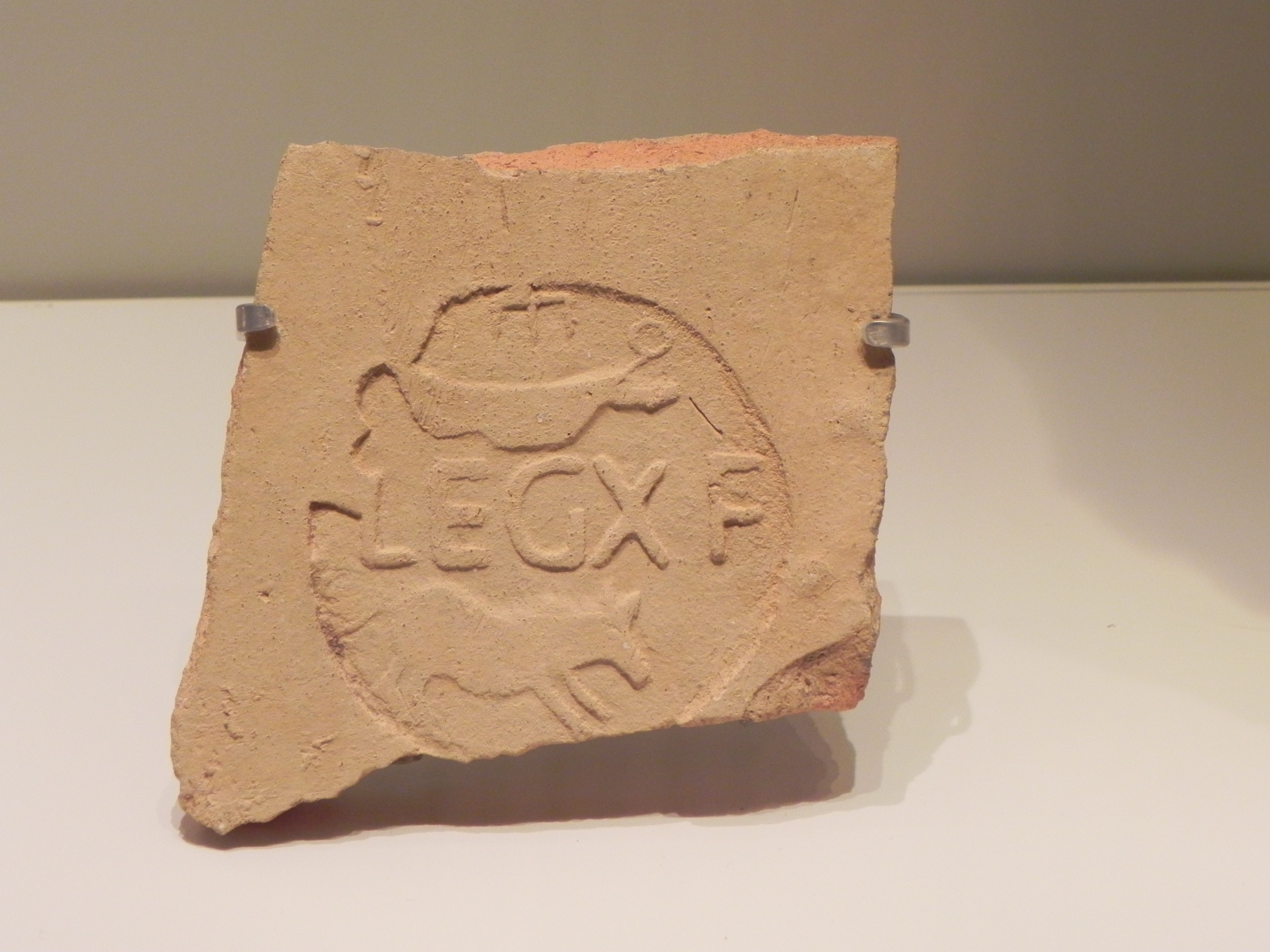
Telha estampada com o selo da Legio X Fretensis, encontrada perto do Centro de Convenções de Jerusalém

Após a queda de Jerusalém, suas ruínas foram guarnecidas pela Legio X Fretensis, que permaneceu ali por quase dois séculos. Essa presença está amplamente atestada por diversas inscrições, telhas e tijolos com o selo da legião, embora não se saiba ao certo onde ficava seu acampamento. O estabelecimento de uma guarnição romana provavelmente desencorajou o retorno de judeus. Josefo conta que Tito o recompensou com propriedades em outro lugar, pois as de Jerusalém não teriam valor devido à presença militar romana. Menciona também que, durante a revolta, todas as árvores em torno da cidade foram cortadas, deixando a paisagem “tão nua quanto um solo virgem.”
No relato de Josefo sobre o discurso de Eleazar ben Yair em Massada (73/74 d.C.), ele cita Eleazar descrevendo a cena na cidade arruinada, onde “velhos infelizes se sentam ao lado das cinzas do templo, e poucas mulheres, poupadas pelos inimigos para afrontas infames”. Epifânio, um bispo cristão do século IV, refere-se ao que seria um testemunho autêntico de uma pequena e empobrecida comunidade judaica vivendo na colina sudoeste de Jerusalém entre as revoltas. Escavações em Shuafat, a quatro quilômetros ao norte da Cidade Antiga, revelaram um assentamento de estilo romano, mas com significativa população judaica, datando do período após a destruição. À época da revolta de Bar Kokhba, a vila foi parcialmente incendiada, e seus habitantes fugiram.

### Construção de Aelia Capitolina e a revolta de Bar Kokhba
Por volta de 130 d.C., cerca de seis décadas após a destruição de Jerusalém, surgiu sobre suas ruínas a colônia romana de Aelia Capitolina, fato que o historiador Martin Goodman descreveu como a “solução final para a rebeldia judaica”. Acredita-se que a fundação da colônia, supostamente acompanhada pela construção de um templo dedicado a Júpiter no Monte do Templo, tenha sido uma das principais causas da Revolta de Bar Kokhba, que eclodiu em 132 d.C.. Apoiado pelo Sinédrio, Simão bar Kosiba (mais tarde conhecido como Bar Kokhba) fundou um estado independente, conquistado pelos romanos em 135 d.C. Esse levante provocou uma grave despopulação da região central da Judeia, mais intensa que a ocorrida durante a Primeira Guerra Judaico-Romana. As comunidades judaicas locais ainda floresceram em outras partes da Palestina — especialmente na Galileia, no Golã, no Vale de Beit She'an e nas bordas oriental, meridional e ocidental da Judeia —, mas essa região central foi profundamente afetada. O imperador Adriano baniu o nome Judeia, substituindo-o por Síria Palestina.
Depois de sufocar a revolta de Bar Kokhba, os romanos continuaram a construir e desenvolver Aelia Capitolina, que se tornou uma modesta cidade provincial. A colônia foi dedicada a Júpiter Capitolino, substituindo a antiga característica judaica da urbe por templos a divindades romanas. Sua população era majoritariamente formada por legionários romanos, veteranos e outros colonos não judeus. Aos judeus foi proibido entrar na cidade e em seus arredores.
Pelos cinco séculos seguintes, os judeus só puderam acessar Aelia Capitolina no dia de Tisha B'Av para lamentar a destruição do templo. Tal restrição continuou mesmo após a conversão do Império Romano ao cristianismo. Um Peregrino de Bordéus que visitou Jerusalém em 333 d.C. registrou que nesse dia os judeus vinham anualmente a uma pedra perfurada, “lamentavam-se com gemidos, rasgavam suas vestes e partiam”. Uma breve exceção ocorreu sob o governo do imperador Juliano (361–363 d.C.), quando os judeus foram autorizados a retornar e possivelmente começaram a reconstrução do templo, mas o projeto fracassou após o material de construção ser destruído por um terremoto ou incêndio, e com a morte de Juliano pouco depois. Aos judeus só foi permitido se estabelecer definitivamente em Jerusalém após a conquista muçulmana por Úmar, por volta de 638 d.C.. O Monte do Templo, ao que tudo indica, permaneceu em ruínas até 693 d.C., quando Abd al-Malik ibn Marwan mandou erguer ali o Domo da Rocha.

## Respostas judaicas à destruição
A destruição do Segundo Templo suscitou profunda reflexão teológica sobre seu significado. Inspirando-se nas interpretações bíblicas sobre a destruição de Jerusalém em 586/587 a.C. pelos babilônios, muitos judeus consideraram seu sofrimento uma consequência divina por falhas morais ou religiosas, reforçado pela narrativa bíblica acerca da catástrofe anterior. A ideia de que o exílio resultava da desobediência, mas de que o arrependimento poderia restaurar a benevolência divina, já se solidificara quando o rei persa Ciro permitiu que os judeus retornassem e reconstruíssem o templo séculos antes. Contudo, enquanto o Primeiro Templo fora restaurado em cerca de sessenta anos, os romanos não autorizaram uma reconstrução semelhante, deixando insatisfeitas as expectativas judaicas.

### Suicídio e ascetismo
Fontes antigas afirmam que, durante a destruição, os sacerdotes teriam mantido seu serviço ritual até serem mortos, com muitos, segundo relatos, aceitando a própria morte de bom grado. Josefo afirma que dois sacerdotes, Meiro filho de Belgas e José filho de Daleu, se lançaram ao fogo e pereceram juntamente com o templo. Dio Cássio observa que, conforme o templo queimava e a derrota se tornava inevitável, “os judeus se defenderam com ainda mais bravura que antes, como se tivessem encontrado raro benefício em poder lutar próximo ao templo e cair em sua defesa”; logo “morreram de bom grado, alguns atirando-se nas espadas romanas, outros matando uns aos outros, mais alguns tirando a própria vida e outros se lançando às chamas”. No Avot de-Rabi Natan, fonte rabínica posterior, lê-se que os filhos dos sumos sacerdotes, ao verem o santuário em chamas, subiram ao topo, jogaram as chaves do templo para o céu e declararam-se indignos de guardá-las, atirando-se ao fogo. Dio Cássio ainda relata que muitos judeus julgaram sua morte junto ao templo como “uma vitória, salvação e felicidade.”
Segundo textos rabínicos, após a destruição, alguns judeus responderam com ascetismo. Deixaram de consumir carne e vinho, enquanto outros se retiraram para cavernas, jejuando e praticando austeridades, aguardando uma redenção apocalíptica.

### Literatura apocalíptica
Nas décadas seguintes à destruição de Jerusalém, a literatura apocalíptica judaica ganhou força, lamentando a perda do templo, buscando explicá-la e expressando esperança na restauração da cidade. Algumas obras interpretam a destruição de 70 d.C. à luz de figuras associadas à queda do Primeiro Templo em 587/6 a.C. ou às suas consequências, refletindo como o desastre babilônico anterior marcara profundamente a tradição bíblica.
Um exemplo é 2 Baruch, texto preservado em siríaco que, provavelmente, foi composto em hebraico no final do século I d.C.. Baruc, escriba e companheiro do profeta Jeremias à época da destruição do Primeiro Templo, é apresentado como seu autor. A obra se inicia com Deus aparecendo a Baruc, anunciando a iminência da ruína de Jerusalém devido aos pecados do povo e orientando-o a avisar para que fujam. Baruc lamenta profundamente, preferindo a morte a testemunhar a queda da cidade, chamando Jerusalém de “minha mãe,” e questionando se o mundo inteiro não estaria prestes a acabar. Suplica a Deus, temendo que a destruição apague a memória de Israel, mas Deus o tranquiliza dizendo que a Jerusalém verdadeira permanece no céu. O capítulo dez traz um lamento sobre a ruína da cidade:

Bendito aquele que não nasceu, ou aquele que nasceu e morreu. Mas nós, os vivos — ai de nós, pois vimos as aflições de Sião e o que aconteceu a Jerusalém. [...]

Vocês, lavradores, não semeiem de novo. E você, ó terra, por que ainda dá o fruto de sua colheita? Guarde para si a doçura de seu sustento. E você, videira, por que ainda produz vinho? Pois não haverá mais oferenda em Sião, e as primícias não voltarão a ser oferecidas.
E vocês, céus, segurem seu orvalho e não abram as comportas da chuva. E você, sol, segure a luz de seus raios. E você, lua, apague a multidão de sua claridade. Pois por que a luz haveria de surgir de novo, se a luz de Sião está escurecida?

E vocês, noivos, não entrem, nem deixem as noivas se enfeitarem. E vocês, esposas, não orem para conceber filhos, pois as estéreis terão mais motivo de alegria.
A obra termina com Baruc exortando o povo que restou no território a manter a Lei, diferente do destino dos já exilados; ele escreve aos cativos assírios e babilônicos, descrevendo a destruição de Sião, mencionando as promessas divinas de justiça e incitando-os a cumprir a Lei enquanto esperam a redenção, antes de despachar a carta por meio de uma águia.
Outra obra apocalíptica é 4 Esdras, também provavelmente escrita em hebraico algumas décadas depois da destruição, possivelmente sob o reinado de Domiciano (81–96 d.C.). Atribui-se o texto a Esdras, ativo no período do Retorno a Sião (séculos V–IV a.C.). Ali, Esdras protagoniza diálogos com o anjo Uriel, manifestando angústia semelhante à do livro de Jó. Ele lamenta a “mãe de todos nós”, Jerusalém, e se abala ao ver “a desolação de Sião e a prosperidade dos que habitam em Babilônia.” Questiona por que Israel deve se manter fiel se a obediência lhe traz sofrimento, enquanto os opressores prosperam, pondo em dúvida a justiça divina. O anjo responde que o próprio Esdras é justo e será recompensado, mas isso não o satisfaz.
Na segunda metade, há uma sucessão de visões sobre o fim dos tempos, interpretadas como solução para as inquietações de Esdras. Em uma delas, o profeta vê uma águia com doze asas grandes, oito menores e três cabeças; enquanto partes da ave desaparecem, um leão surge para julgá-la e consumi-la em chamas. O anjo explica que essa águia representa o quarto reino da visão de Daniel, enquanto o leão simboliza o Messias trazendo julgamento. Noutra visão, Esdras é incumbido de restaurar a Lei, alertando que o sofrimento do povo se deve à desobediência, e dita noventa e quatro livros, dos quais vinte e quatro são tornados públicos e setenta, reservados aos sábios. O texto conclui reafirmando a aliança. Em 4 Esdras, Roma é retratada como um império injusto fadado à ruína — não pelas mãos humanas, mas pelo julgamento de Deus, executado pelo Messias. A mensagem é que a justiça divina não se manifesta de imediato, mas a longo prazo, quando Israel for restaurado e seus inimigos punidos.

### A destruição na literatura rabínica
A resposta rabínica à destruição de Jerusalém e à perda de autonomia judaica permeou a literatura rabínica em diversos gêneros — narrativas, tradições, exegeses e ensinamentos éticos — ao longo dos séculos. As primeiras obras rabínicas, produzidas pelos Tanaim — sábios atuantes entre a destruição do templo e o início do século III —, transmitem dor e pesar quanto à perda do santuário. A Mishná lamenta que, com a queda do templo, “homens fiéis chegaram ao fim” e, desde então, “não houve dia sem sua maldição.” Já o Avot de-Rabi Natan declara: “Quando o serviço do templo existia, o mundo era abençoado, os preços eram baixos e havia fartura de grãos e vinho; as pessoas comiam até se saciarem e os animais domésticos também. [...] Mas, uma vez destruído o Templo, a bênção partiu do mundo.”
Os rabinos explicaram a queda de Jerusalém como resultado de uma crise moral e religiosa, atribuindo o desastre a fatores internos — disputas faccionais, mau uso de riquezas, falhas de liderança, desprezo pela responsabilidade coletiva e pecados. Essa interpretação alinhava-se à visão bíblica de que Jerusalém, protegida por Deus, só cairia caso Israel falhasse em seus deveres. Dessa forma, Deus teria permitido que uma potência estrangeira — Roma — vencesse Jerusalém como punição pelos erros de Israel, manifestados pelas divisões internas e ações autodestrutivas.O Talmude Babilônico (Guitin 55b–57a) apresenta um longo relato sobre a destruição de Jerusalém e os eventos que a precipitaram. Outro texto, de igual teor homilético, aparece em Lamentações Rabá, sobretudo nas seções iniciais. No tratado Iomá do Talmude Babilônico (9b), contrasta-se a destruição do Primeiro e do Segundo Templo; este último teria caído pelo grave pecado do “ódio gratuito” (sin'at ḥinnam):

Por qual razão foi destruído o Primeiro Templo? Ele foi destruído por causa de três transgressões que ali ocorriam: idolatria, relações sexuais proibidas e derramamento de sangue. [...] Porém, visto que o povo do período do Segundo Templo se dedicava ao estudo da Torá, cumpria os mandamentos e praticava atos de bondade, [...] por que o Segundo Templo foi destruído? [...] por causa do ódio gratuito. Isso nos ensina que o ódio gratuito equivale às três transgressões graves: idolatria, relações sexuais proibidas e derramamento de sangue.
Um dos relatos mais famosos do Talmude para explicar a destruição de Jerusalém é a história de Kamsa e Bar Kamsa. Nela, um homem rico da cidade, desejando convidar seu amigo “Kamsa”, envia erroneamente o convite ao seu inimigo “Bar Kamsa”. Ao perceber a confusão, o anfitrião expulsa Bar Kamsa de maneira humilhante, recusando inclusive uma oferta de pagamento total do banquete. Sentindo-se ultrajado, Bar Kamsa delata os judeus aos romanos, desencadeando uma série de eventos que culminaram na guerra. Outro relato menciona três ricos — Ben Kalba Savu'a, Nakdimom ben Gurion e Ben Tsitsit Hakeset — que teriam suprimentos suficientes para sustentar Jerusalém por 21 anos, permitindo aos rabinos negociar com Roma. Porém, os “baryonim” (revolucionários radicais) se opuseram a qualquer entendimento e incendiaram os estoques, condenando a população à fome e a uma guerra sem alternativa.
Na literatura rabínica, Tito é retratado como “Tito, o perverso”, arrogante e blasfemo. Esses textos destacam que, embora os inimigos de Israel possam alcançar poder e fama, seriam meros instrumentos da ira divina, fadados, ao fim, à punição certa. Segundo uma lenda, ao entrar no templo, Tito teria tomado uma prostituta, ido com ela ao Santo dos Santos, aberto um rolo da Torá e nela praticado relações. Em seguida, golpeou o véu do santuário com sua espada, que sangrou. Depois, um yattush (mosquito ou mosca) teria entrado em seu nariz e lentamente lhe corroído o cérebro, levando à morte após sete anos, como narrado pelo Talmude Babilônico (Guitin 56b). Conforme o Gênesis Rabá (10:7), uma autópsia após sua morte revelou um pássaro de quase 1 quilo dentro de sua cabeça, enquanto o Levítico Rabá (2:502) narra que Tito ordenou uma intervenção médica para investigar como fora punido pelo Deus de Israel.
Relatos rabínicos também descrevem visitas às ruínas de Jerusalém. Uma famosa história conta que Rabi Akiva e colegas choraram ao ver a cidade em ruínas, mas Akiva riu. Questionado, ele explicou que, assim como se cumpriram as profecias de destruição, também se cumpririam as de redenção e reconstrução. Outros textos rabínicos descrevem Deus, Moisés, patriarcas, profetas e anjos lamentando a destruição.

### Ben Zakkai, Yavne e o surgimento do movimento rabínico
De acordo com a tradição rabínica, Rabban Iohanan ben Zakkai (Ribaz), destacado sábio, foi contrabandeado para fora de Jerusalém durante o cerco, fingindo-se de morto num caixão. Após encontrar Vespasiano e profetizar sua ascensão ao trono, garantiu a fundação de um centro rabínico em Yavne (Jâmnia), de onde ele e seus discípulos lançaram as bases de um judaísmo sem o templo. Um trecho de Avot de-Rabi Natan ilustra tal reorientação, narrando que ben Zakkai consolou seu discípulo, Rabi Joshua ben Hanania, afirmando que atos de bondade substituiriam eficazmente o serviço de sacrifícios do templo:

Certa vez, ao sair de Jerusalém, Rabban Iohanan ben Zakkai foi seguido por Rabi Joshua. Ao ver o templo em ruínas, Rabi Joshua exclamou: “Ai de nós! Este era o lugar onde os pecados de Israel eram expiados, e agora está em ruínas!” “Meu filho,” disse-lhe Rabban Iohanan, “não fique transtornado; temos outra expiação tão eficaz quanto esta. E qual é? São atos de bondade, conforme está escrito: ‘Pois desejo misericórdia, não sacrifício’ (Oseias 6:6).
Após a destruição, Ribaz assumiu a liderança no sentido de reestruturar a prática judaica, garantindo sua continuidade em uma nova realidade. A ele se atribuem várias ordenanças (taqqanot) adaptando práticas religiosas à ausência do templo. Por exemplo, determinou que, se Rosh Hashaná caísse no Shabat, o shofar poderia ser tocado em qualquer local que houvesse um tribunal, em vez de apenas no templo. Também permitiu-se levar o Lulav durante todos os sete dias de Sucot mesmo fora do templo. Além disso, a liturgia foi organizada, com a Amidá instituída como elemento central da oração diária três vezes ao dia, correlacionando-a aos sacrifícios do templo.  O centro em Yavne favoreceu o desenvolvimento de um sistema organizado de erudição rabínica, que, ao enfatizar a tradição oral ao lado da Torá escrita, moldou a vida judaica no período pós-destruição. Esse processo culminou na redação da Mishná e, posteriormente, dos Talmudes, tornados centrais para a lei e a prática judaicas.

## Legado e impacto cultural

### Na tradição e cultura judaicas
Com a destruição do templo, o judaísmo teve de se reinventar, pois seus rituais — centrados no sistema de sacrifícios oferecidos no santuário — não podiam mais ser realizados. O evento pôs fim ao saduceísmo e a outros grupos, extinguiu o sumo sacerdócio e deu origem a um novo arcabouço para a preservação da identidade judaica. Os fariseus emergiram como a corrente dominante na reformulação do judaísmo, servindo de base para o judaísmo rabínico, que passaria a enfatizar o estudo da Torá, a oração comunitária e a prática de boas obras como pilares religiosos. Esse direcionamento marcou o início de um período em que a fé e os costumes judaicos se adaptaram à ausência de um templo e de um Estado soberano.

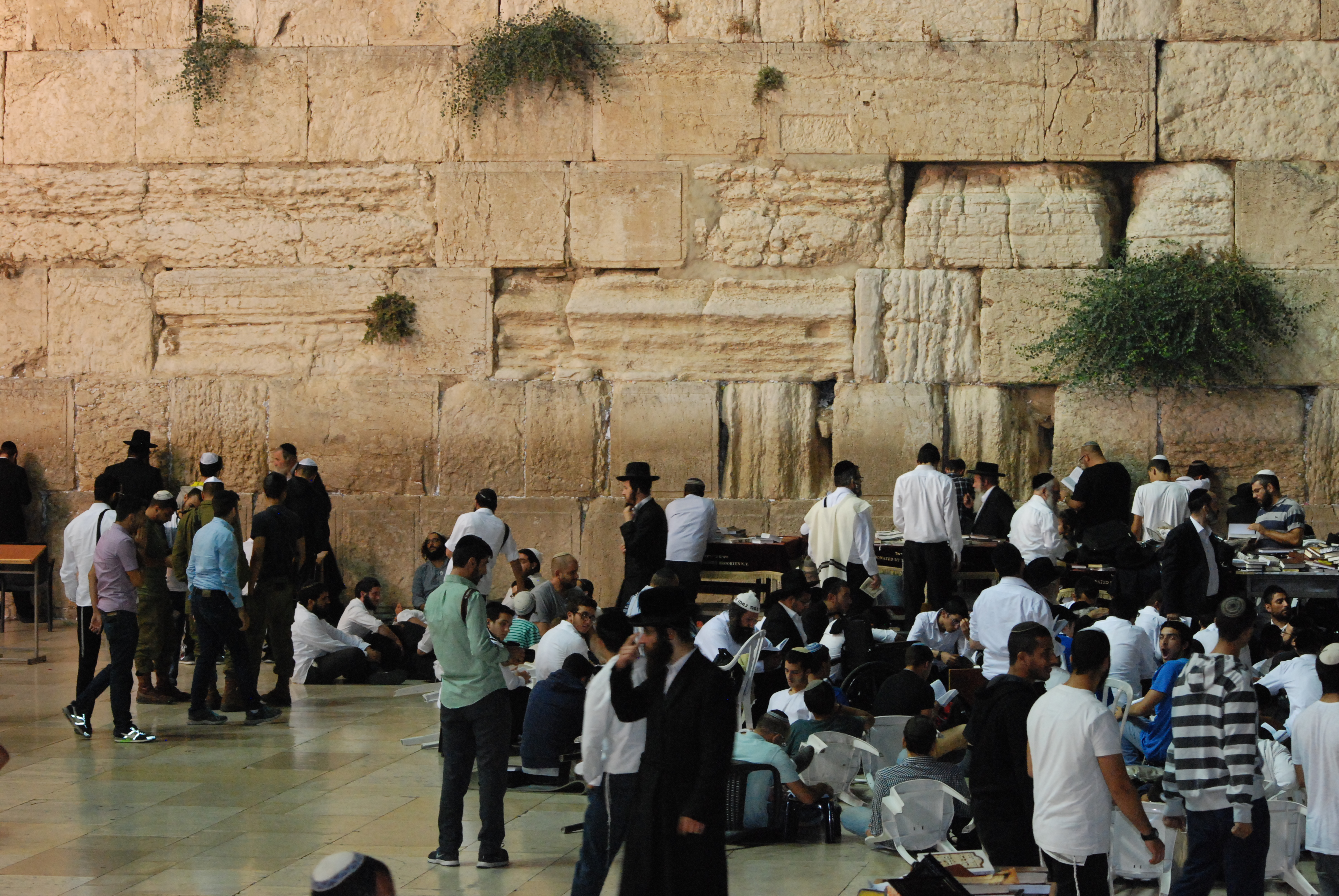
Judeus orando junto ao Muro Ocidental, o último remanescente do Segundo Templo, durante Tisha B'Av, dia de jejum que relembra sua destruição

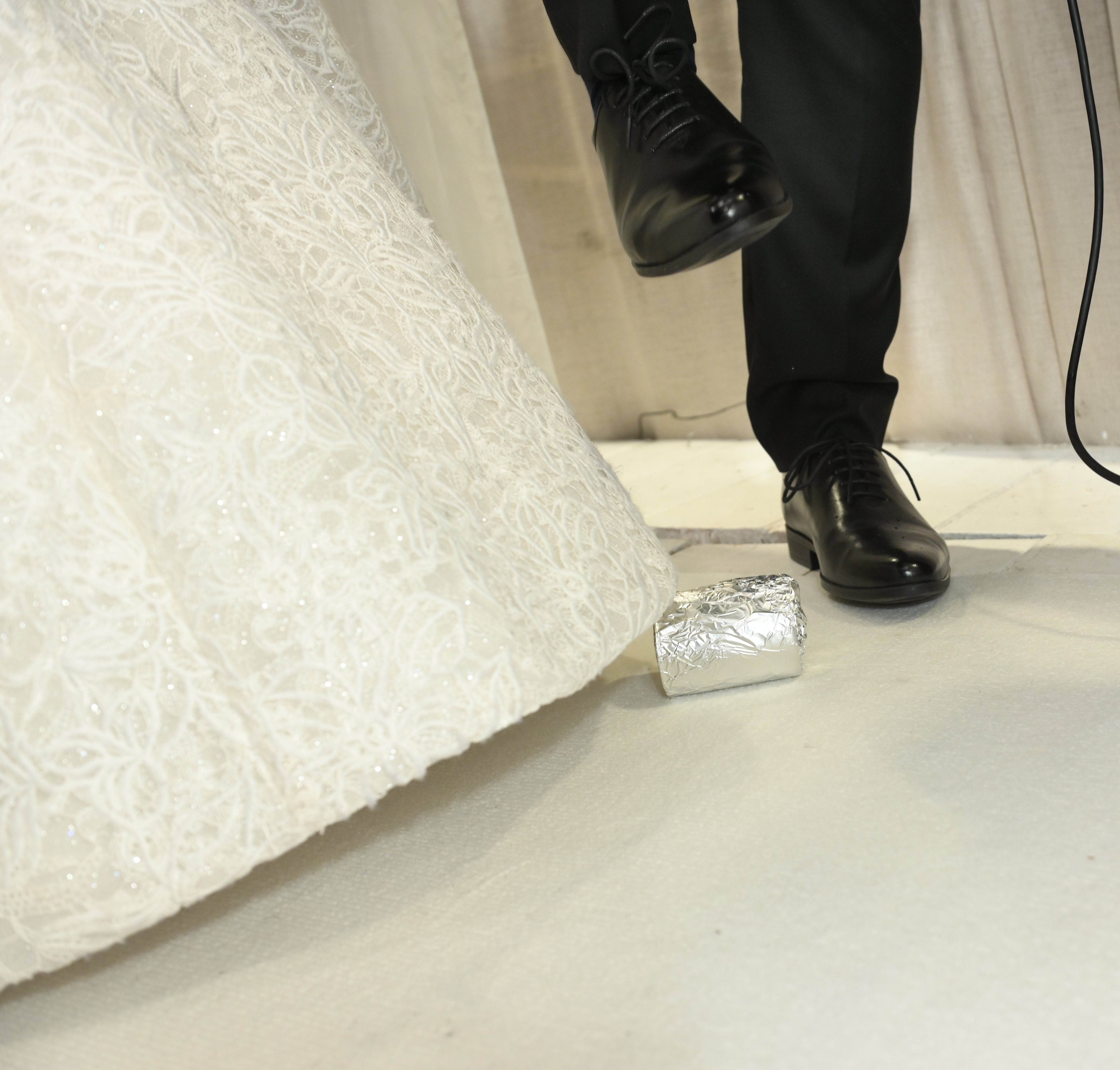
Quebra do copo durante a cerimônia de casamento judaica, um ato simbólico que recorda a destruição do Templo em Jerusalém

A destruição do Segundo Templo deixou um impacto profundo e duradouro na tradição judaica, inspirando costumes e observâncias que evocam sua perda. Ela é lembrada formalmente em Tisha B'Av, um importante dia de jejum que também recorda a destruição do Templo de Salomão, bem como outros desastres na história judaica, como a expulsão dos judeus da Espanha. O Muro Ocidental, único remanescente substancial do complexo do Segundo Templo, tornou-se um local central de oração e lamento, símbolo tanto do exílio do povo judeu quanto de seu anseio pela restauração. Antigamente chamado “Muro das Lamentações” por esse motivo, segue sendo alvo de peregrinação. O rito nupcial judaico preserva um símbolo de luto pela destruição do templo, quando o noivo quebra um copo ao final da cerimônia. Outras tradições incluem deixar uma parte da casa sem reboco ou abster-se de usar todas as joias em ocasiões festivas, recordando a perda do santuário.
Mesmo após a destruição, Jerusalém manteve papel central na vida religiosa e na identidade nacional judaica, como símbolo de retorno, restauração e renovação. A peregrinação à cidade continuou, ainda que em novas formas, ao longo dos séculos. Tanto o Talmude de Jerusalém quanto o Talmude Babilônico legislaram modos de pranto e práticas devocionais para judeus que visitavam o local, como o rasgar de vestes ao avistar as ruínas de Judá, de Jerusalém e do templo. No período tardio da Antiguidade, algumas comunidades judaicas passaram a datar eventos a partir da destruição do Templo. No cemitério de Zoara, ao sul do Mar Morto, usava-se com frequência esse sistema de datação: uma das inscrições, referente a uma mulher chamada Marsa, registra seu falecimento em “17 de Elul, no quarto ano do shemitá, 362 anos após a destruição do Templo.” Com o tempo, esse método também foi empregado em datas de nascimento, casamentos e demais registros de vida.
Comunidades judaicas da diáspora conservaram lendas e tradições históricas acerca de antepassados exilados de Jerusalém após 70 d.C.. Judeus sefarditas da Espanha sustentam que seus antepassados foram levados para lá após a queda da cidade — a primeira referência registrada aparece no Seder Olam Zuṭa (c. 800 d.C.). Uma versão popular diz que cativos de Jerusalém batizaram a cidade de Toledo, relacionando-a com as palavras hebraicas toledot ou tulaytula (“migração” ou “errância”). A família Abu Albalia traçava sua ascendência até Baruc, tecelão de seda que, segundo sua tradição, teria sido enviado com outras famílias de elite de Jerusalém para Mérida a pedido do governador local e com a anuência de Tito. Fontes medievais italianas apresentam relatos semelhantes: a Crônica de Ahimaaz (século XI) e manuscritos tardios de Josipon afirmam que cerca de 5 000 prisioneiros trazidos por Tito foram assentados em várias cidades da Apúlia, como Oria, Otranto e Trani.
Ao longo do tempo, a destruição tornou-se símbolo do exílio judaico e do anseio pela restauração, tema constante no pensamento e na literatura hebraica. O escritor israelense e prêmio Nobel Shmuel Yosef Agnon, em seu discurso ao receber o Nobel, destacou sua importância: “Por causa da grande catástrofe histórica na qual Tito de Roma destruiu Jerusalém e Israel foi exilado de sua terra, nasci eu numa das cidades do Exílio. Mas sempre me considerei como quem nasceu em Jerusalém.” A crença na eventual construção de um Terceiro Templo permanece um fundamento do judaísmo ortodoxo.

### Na teologia e literatura cristãs

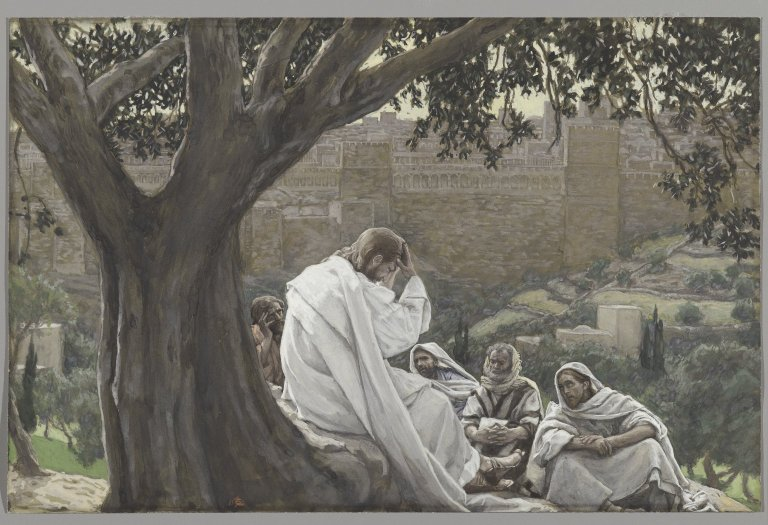
Os primeiros cristãos interpretaram a destruição do templo como cumprimento da profecia de Jesus nos Evangelhos. "A Profecia sobre a Destruição do Templo", pintura de James Tissot

Entre os primeiros cristãos, a destruição de Jerusalém e do templo frequentemente assumiu significado teológico. Dentro do modelo bíblico que relaciona o pecado ao castigo divino, alguns textos cristãos viram o evento como consequência do rejeição de Jesus pelo povo judeu. Os Evangelhos, a começar por Marcos — possivelmente escrito em torno de 70 d.C. —, contêm predições atribuídas a Jesus anunciando a destruição de Jerusalém e de seu templo (Marcos 13, Mateus 24, Lucas 21), com o Evangelho de Mateus aludindo ainda ao incêndio da cidade. A Epístola de Barnabé (70–135 d.C.) retrata a destruição como prova de que Deus rejeitara o templo físico em favor de um novo templo espiritual, formado pela conversão dos gentios. Justino Mártir, escrevendo após 135 d.C., considerou a ruína do templo e a derrota final dos judeus (no contexto da segunda revolta) como punição pela crucificação de Jesus, interpretando a destruição do culto no templo e a perda da aliança como definitiva, agora substituída pela Igreja.
Segundo Eusébio de Cesareia e Epifânio (século IV), a comunidade cristã de Jerusalém teria recebido instruções divinas para fugir para Pella, escapando à tragédia. A historicidade desse relato é debatida: alguns questionam se teria de fato ocorrido esse “oráculo”, enquanto outros apontam que a própria Pella foi saqueada pelos rebeldes. Outra hipótese sugere que a comunidade cristã pode ter se rendido aos romanos e sido reassentada.
No final do século IV, retórica cristã enfatizava a destruição como castigo divino. João Crisóstomo declarou: “Ele então destruiu vossa cidade [...] dispersou vosso povo [...] e espalhou vossa nação pela face da terra”, tratando isso como evidência de que Jesus ressuscitara e reinava nos céus. Na mesma época, Jerônimo descreveu como os judeus só podiam entrar em Jerusalém uma vez ao ano para chorar a destruição do templo, pagando para isso, e que nesse dia “os idosos, cobertos de anos e trapos, mostram a ira do Senhor em seus corpos e feições”, contrastando seu infortúnio com o triunfo cristão “ao ver o estandarte da cruz brilhando no Monte das Oliveiras”. Séculos mais tarde, no século XIX, Brooke Foss Westcott, bispo de Durham, considerou a queda de Jerusalém “o evento nacional mais significativo da história do mundo,” sustentando que, após a rejeição do “Tabernáculo mais perfeito” (Jesus), o templo “estava necessariamente condenado à desolação final.”

### Na arte, literatura e cultura popular
A história do cerco e da destruição de Jerusalém tem inspirado escritores e artistas ao longo dos séculos.

#### Arte
- O Franks Casket (século VIII). Seu painel traseiro retrata o cerco.[368]
- A Destruição do Templo em Jerusalém (1637), de Nicolas Poussin. Óleo sobre tela, 147 × 198,5 cm, Museu de História da Arte, Viena. Retrata a destruição e o saque do Segundo Templo pelas tropas de Tito.[369]

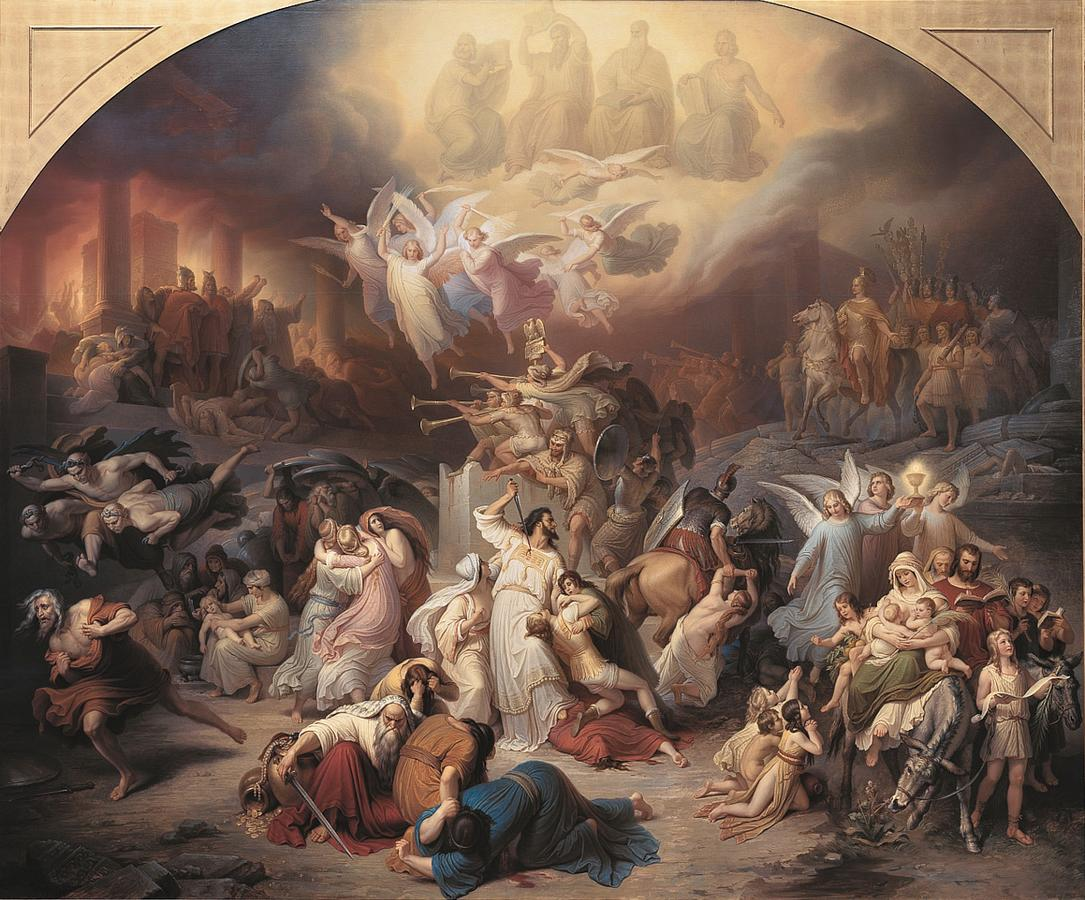
A Destruição de Jerusalém por Tito, por Wilhelm von Kaulbach (1846)

- A Destruição de Jerusalém por Tito, por Wilhelm von Kaulbach (1846)
- A Destruição de Jerusalém por Tito (1846), de Wilhelm von Kaulbach. Óleo sobre tela, 585 × 705 cm, Nova Pinacoteca, Munique. Pintura alegórica que dramatiza a queda de Jerusalém.[370]
- O Cerco e a Destruição de Jerusalém pelos Romanos sob o Comando de Tito, 70 d.C. (1850), de David Roberts. Óleo sobre tela, 136 × 197 cm. Coleção particular. Mostra a queima e o saque de Jerusalém pelos romanos.[371]
- A Destruição do Templo de Jerusalém (1867), de Francesco Hayez. Óleo sobre tela, 183 × 252 cm, Gallerie dell'Accademia, Veneza.[372]

#### Literatura
- Siege of Jerusalem, poema em inglês médio (c. 1370–1390).[373]
- Série de livros The Great Jewish Revolt, de James Mace (2014–2016).
- The Lost Wisdom of the Magi, livro de Susie Helme (2020).
- Rebel Daughter, livro de Lori Banov Kaufmann (2021).

#### Cinema
- Legend of Destruction (2021), filme israelense de animação histórica.